# Nissan Tiida (первое поколение)
Nissan Tiida первого поколения (яп. 日産・ティーダ C11型 Тъи: да, код кузова C11 у хетчбэка и SC11 у седана) — семейство автомобилей класса C (пятидверный хетчбэк и четырёхдверный седан), выпускавшихся японской компанией Nissan, входящей в альянс Renault—Nissan. Выпуск модели осуществлялся на различных заводах компании с 2004 по 2018 год. В модельном ряду Tiida сменил Almera и сам был заменён на модель второго поколения.
Прототип модели под названием Nissan C-Note был представлен в октябре 2003 года на Токийском автосалоне. Продажи серийной пятидверной модели в Японии стартовали в сентябре 2004 года. В октябре за ней последовал седан, получивший на местном рынке имя Tiida Latio. С апреля 2005 года началось производство модели в Китае на заводе фирмы Dongfeng. Седан здесь получил название Nissan Yida, а хетчбэк — Nissan Qida. С июня 2006 года Tiida стал доступен на Тайване. Производство было налажено и в Таиланде, откуда модель с 2006 года экспортировалась в Малайзию, Сингапур и Австралию. В Малайзии и Сингапуре автомобиль носил название Nissan Latio. В сентябре 2005 года была представлена модель для рынков США и Канады, получившая название Nissan Versa. Её сборка осуществлялась в Мексике, а продажи начались с июля 2006 года. В 2007 году спектр рынков модели расширился на Южную Америку. Летом 2007 года модель добралась до Европы, а осенью — до России и Украины. Поставка автомобилей в Европу также осуществлялась из Мексики.
Tiida стал глобальным успехом Nissan: компания назвала его самой продаваемой в своё время моделью из всех автомобилей своей линейки. Число стран, где продавался Tiida, в 2010 году составляло 190. Только на одном заводе в Мексике было собрано более 1,2 миллиона автомобилей. Автомобиль получил от различных изданий смешанные оценки: он был похвален за простор внутри и за тихие двигатели с хорошей производительностью, но раскритикован за скучный и невыразительный дизайн и не самую лучшую управляемость. Американское издание «Car and Driver» назвало автомобиль «неуклюжим» в глазах американских покупателей из-за его небольших относительно других автомобилей на рынке этой страны размеров. Также в США Versa в 2011 году попал в список 25 самых небезопасных американских автомобилей, несмотря на обратные результаты краш-тестов, проведённых раннее. С автомобилем также связан маркетинговый скандал с участием актрисы Ким Кэттролл. С 2006 по 2010 год гоночная модификация Tiida участвовала в чемпионате China Circuit Championship, несколько раз одержав в нём победу.

## История

### Концепт C-Note (2003)
История модели начинается с концепта Nissan C-Note (яп. ニッサン シーノート Си: Но: то), премьера которого состоялась в октябре 2003 года на Токийском автосалоне. В то время многие издания неправильно определили будущее этого концепта: его по ошибке называли «новым поколением Nissan Almera» или «следующим поколением Nissan Sentra». C-Note представляет собой пятидверный хетчбэк. Его переднюю часть (в особенности, решётку радиатора) многие СМИ сравнили с таковой у нового на тот момент Renault Mégane второго поколения. Российское издание «Авторевю» также подметило сходство с Mégane ещё и в профиле дверного проёма. Задняя часть, по словам редакции, схожа с ещё одним французским автомобилем — Peugeot 307. В основе хетчбэка лежит платформа Nissan B, которую Nissan разработал совместно со своим партнёром по альянсу Renault.
По словам японских изданий, C-Note является хетчбэком, который по ценовому диапазону находится в премиум-классе. Дизайн экстерьера отражает динамичность автомобиля и его позиционирование для людей, ведущих активный образ жизни. Боковые окна в автомобиле расположены почти вертикально, чтобы внутри ощущался простор. Чтобы форма кузова не была слишком «коробчатой», боковые линии кузова, исходящие из передних фар и переходящие в длинные задние фонари, были закруглены. Общая длина автомобиля составляет 4240 мм. Салон имеет светло-бежевый оттенок отделки. По словам компании, передние сиденья сравнимы с таковыми у больших седанов. Задний диван обладает возможностью продольной регулировки, его можно сдвинуть на 240 мм. Центральная консоль примечательна наличием большого 7-дюймового монитора и информационно-развлекательной системы. Передняя панель, боковины сидений, центральный тоннель и дверные панели оформлены текстурой дерева. Рулевое колесо трёхспицевое. На панели приборов расположены три больших циферблата.

### Серийная модель (2004)

#### Япония

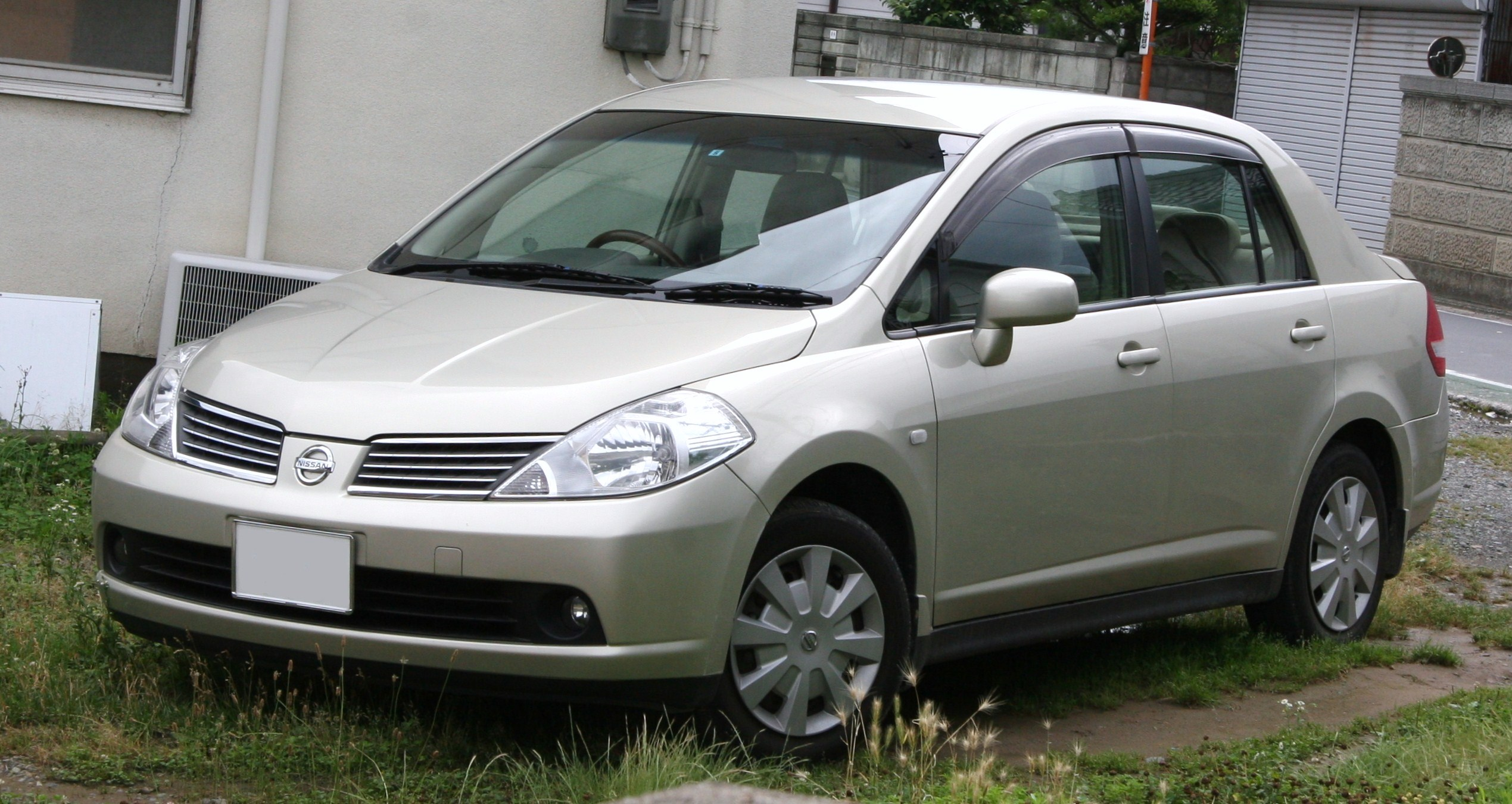
Tiida Latio первых лет выпуска (2004—2008)

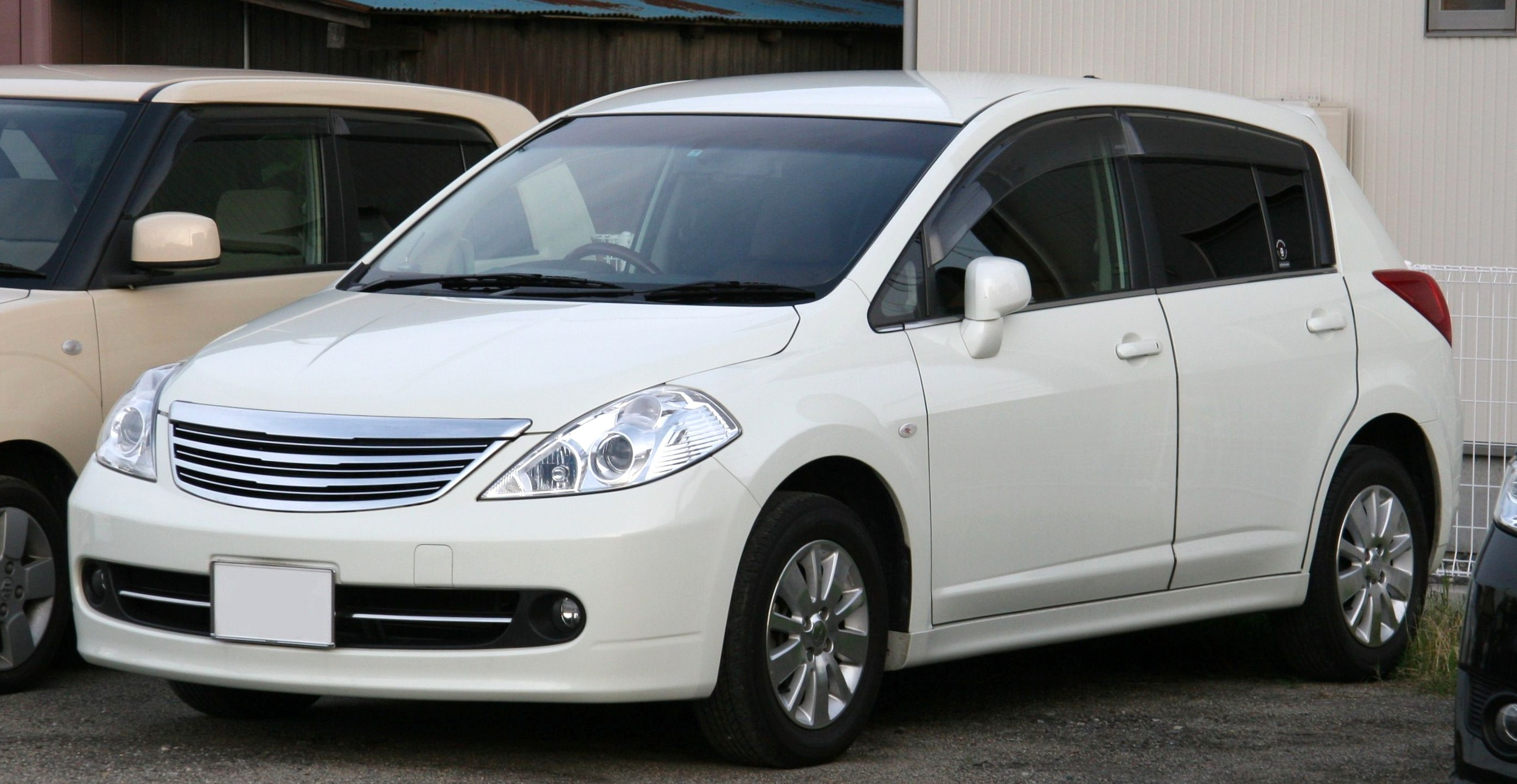
Autech Tiida Axis первых лет выпуска

Первый анонс модели, а вместе с ней и ещё четырёх (Murano, Fuga, Lafesta и Note), состоялся 2 сентября 2004 года. Премьера и старт продаж модели в кузове пятидверный хетчбэк в Японии состоялись 30 сентября 2004 года. Цена на старте продаж составляла от 1 428 000 до 1 764 000 иен. Автомобиль был доступен как через сеть дилеров Blue Stage, так и через Red Stage. По изначальным планам планировалось продавать около 5000 хетчбэков ежемесячно. Название автомобиля образовано от англ. tide, что переводится как прилив или отлив (в английском языке для этих явлений используется одно слово). Было также объявлено, что на японском внутреннем рынке Tiida заменит собой модель Sunny. Как заявил Шуджи Мацумото, отвечающий за планирование производства Tiida, компания при проектировании автомобиля ориентировалась на модели от конкурента — Mazda Verisa и Mazda Axela (японское название для Mazda3). Вместе с обычной версией хетчбэка вышла и тюнингованная версия, выпускавшаяся подразделением Nissan — Autech. Она получила название Autech Tiida Axis (яп. ティーダ アクシス Тъи: да Акусису) и отличалась снаружи иным передним бампером и решёткой радиатора. Внутри была полностью изменена отделка: сиденья имеют обивку из натуральной коричневой кожи, а передняя панель отделана под дерево. Цена на тюнингованную версию составляла от 1 837 500 до 2 026 500 иен. 28 октября 2004 года к хетчбэку присоединился седан, получивший имя Tiida Latio (яп. ティーダ ラティオ Тъи: да Ратъио). Его ценовой диапазон был чуть шире: от 1 323 000 до 1 795 000 иен. Планы по продажам седанов были не такими большими, как у хетчбэков: 3000 единиц в месяц. Слово «Latio» образовано от англ. latitude, что переводится как широта или ширина.
Вместе с обычными моделями и тюнингованным хетчбэком были выпущены три специальных версии, разработанные тюнинг-ателье Autech. Эти версии, получившие названия Tiida Enchante и Tiida Latio Enchante, были предназначены для людей с ограниченными возможностями. Первая — Enchante Slide-out Lift Front Passenger’s Seat — обладает специальным сиденьем для переднего пассажира, которое с помощью пульта дистанционного управления или кнопок на самом кресле может поворачиваться в сторону двери и выезжать наружу для удобной посадки и высадки пассажира-инвалида. Вторая — Enchante Swivel Front Passenger’s Seat Model — похожа на предыдущую, но вместо кресла с электроприводом используется стандартное пассажирское кресло Tiida, которое поворачивается и перемещается механически. Наконец, версия Driving Helper предназначена для инвалидов-водителей. Вместо узла педалей используется специальный рычаг с электроприводом. Для хетчбэка цены на модели для инвалидов составляли от 1 995 000 до 2 058 000 иен для модели со специальным креслом, от 1 635 750 до 1 695 000 иен для модели со стандартным креслом и от 1 805 000 до 1 985 000 иен для модели с рычагом управления вместо педалей. Для седана цены на модели для инвалидов составляли от 1 848 000 до 2 215 500 иен для модели со специальным креслом, от 1 569 750 до 1 937 250 иен для модели со стандартным креслом и от 1 835 000 до 2 015 000 иен для модели с рычагом управления вместо педалей.
21 декабря 2005 года Tiida и Tiida Latio получили небольшое обновление, упор в котором был сделан на экологичность. Были снижены выбросы CO2 у двигателя HR18DE, за счёт чего автомобили получили сертификат «2005 Standard 75 % Emission Reduction Level (SU-LEV)». Это дало право моделям на льготы по японскому «зелёному налогу». Цена на обновлённые модели составляла от 1 459 500 до 1 911 000 иен для хетчбэка и от 1 323 000 до 1 900 500 иен для седана. 5 июня 2007 года модель Tiida Axis прошла небольшое обновление: к коричневой обивке сидений добавился вариант с чёрной. Цена на модель на тот момент варьировалась от 1 934 100 до 2 189 250 иен.

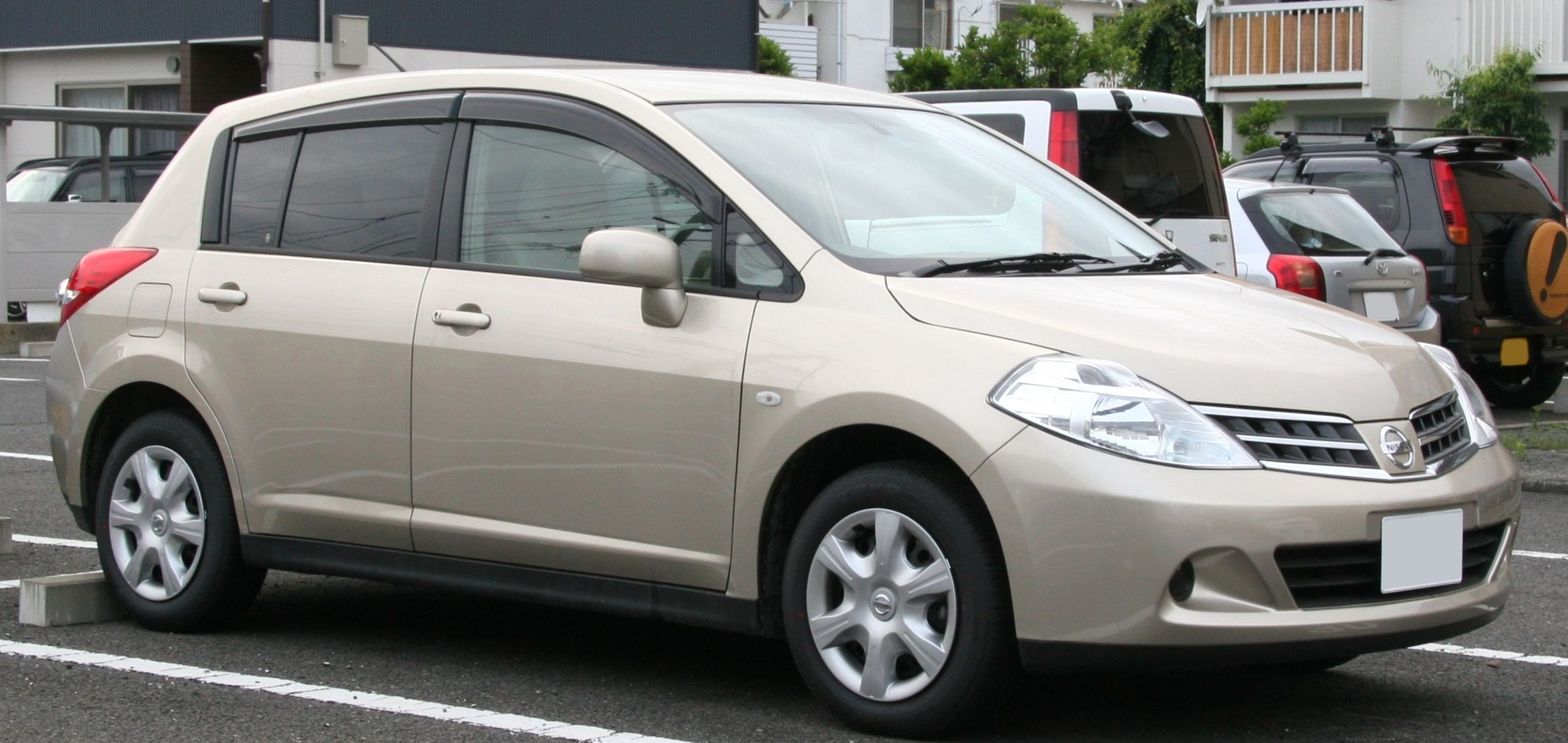
Рестайлинговая модель (2008)

Более крупный рестайлинг Tiida произошёл 28 января 2008 года и коснулся всех модификаций автомобиля. Модель получила новый передний бампер, решётка радиатора сменилась с полосатой на решётку с ячейками. Задняя часть автомобилей также получила небольшие изменения в виде обновлённых задних фонарей и изменённого бампера. Было добавлено четыре новых цвета кузова: «Silky Beige», «Brilliant Silver», «Champagne Gold» и «Pacific Blue» (последние два только для хетчбэка). В интерьере обновление коснулось только модели в кузове хетчбэк: она получила полностью новые приборную панель и центральную консоль. У хетчбэка и седана на панель приборов добавился датчик расхода топлива. Произошли и изменения в технической части: обновление двигателя HR15DE и вариатора снизило расход топлива и выбросы CO2, что позволило повысить уровень льгот в рамках японского «зелёного налога» на автомобили. Появилась новая коробка передач для 1,8-литрового двигателя — 6-ступенчатая механика. Был перенастроен электроусилитель рулевого управления. Эти обновления коснулись и версий Enchante. У Tiida Axis появилась новая модификация — Axis Performance Spec. Цены на обновлённые модели составляли от 1 459 500 до 1 795 500 иен для хетчбэка и от 1 323 000 до 1 827 000 иен для седана. Для Tiida Axis цена составляла от 1 934 100 до 2 291 100 иен. К этому моменту популярность автомобиля снизилась: по планам компании, ежемесячно планировалось продавать около 2500 хетчбэков и 1800 седанов.
1 октября 2008 года Tiida (а вместе с ним Fuga, Sylphy и Wingroad) получил обновление в плане безопасности. Tiida и Tiida Latio получили систему Nissan Intelligent Key и иммобилайзер двигателя в качестве стандартного оборудования. Версии со встроенной навигационной системой получили в качестве стандартного оборудования блок ETC. Модели с 1,8-литровым двигателем получили в качестве декоративного обновления новые 15-дюймовые колёсные диски. Цена на хетчбэк составляла от 1 687 350 до 2 007 600 иен, на седан — от 1 687 350 до 2 086 350 иен.

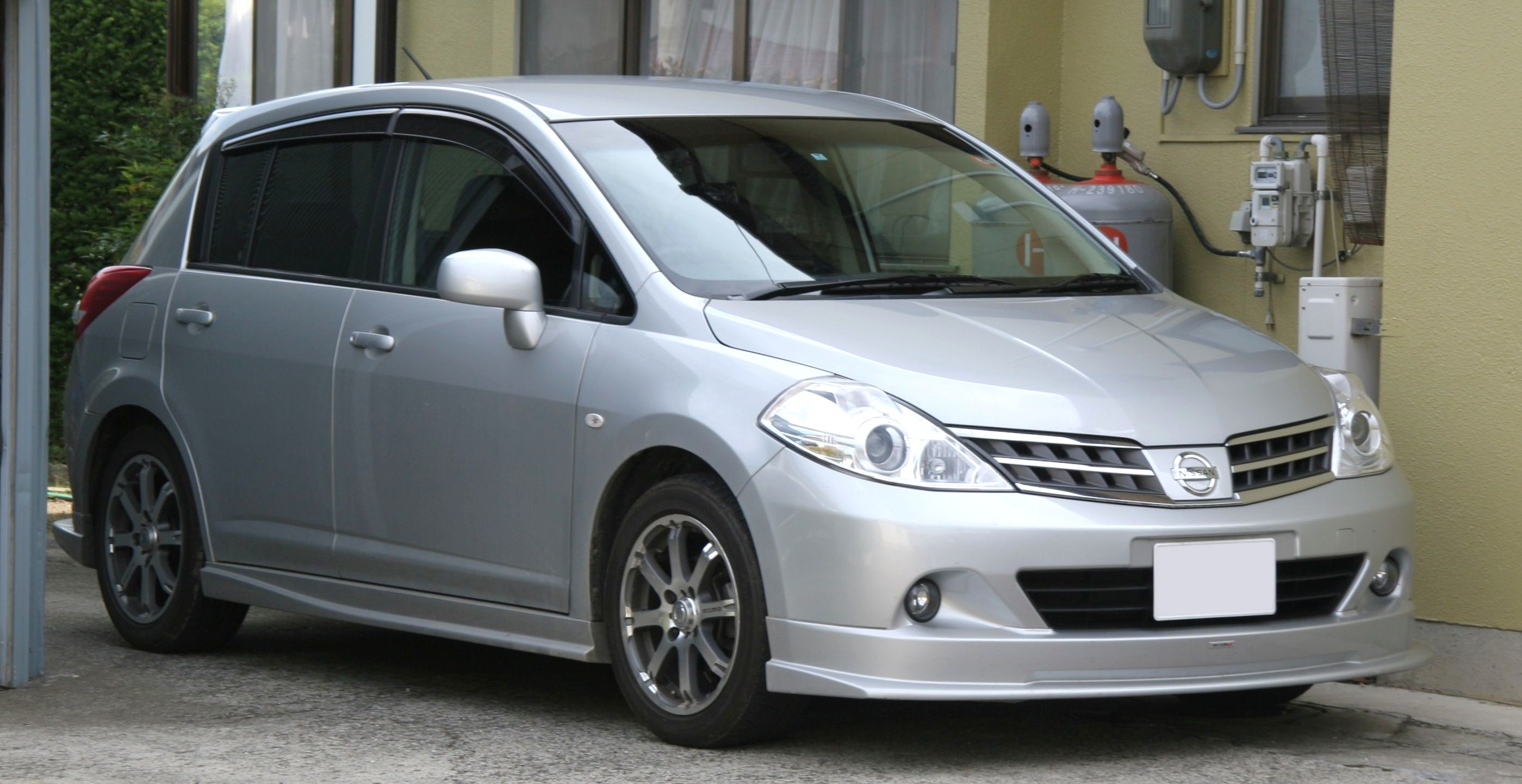
Nismo Tiida S-Tune

В январе 2008 года на Токийском автосалоне другое подразделение Nissan, Nismo, представило прототип спортивной (в СМИ такие автомобили часто называют «заряженными») версии модели — Tiida S-Tune PROTO. В сентябре 2008 года была представлена серийная версия, получившая схожее название — Nismo Tiida S-Tune. В плане двигателя модель в целом не поменялась, единственное изменение заключается в новой выхлопной системе из нержавеющей стали. Самые заметные изменения произошли в экстерьере: для улучшения аэродинамики автомобиль получил новые обвесы. Поменялись и колёсные диски — теперь на модель ставятся 16-дюймовые алюминиевые кованые диски с шестью спицами. Изменилась и подвеска: на автомобиль установлены более жёсткие амортизаторы и пружины. Благодаря этому была улучшена управляемость при поворотах.
10 сентября 2008 года вышла новая версия Tiida от фирмы Autech — на этот раз ей стала версия седана Tiida Latio для автошкол. В первую очередь она отличается от базовой модели изменённым креслом для переднего пассажира (в данном случае, инструктора), которое обладает встроенным подъёмником. Это снижает утомляемость инструктора в случае длительных занятий. На данный автомобиль устанавливается специальная версия 1,6-литрового двигателя HR16DE в сочетании с 5-ступенчатой механической КПП, обеспечивающая более лёгкий для новичков запуск двигателя и движение на малых скоростях. Был также доступен вариант с двигателем HR15DE. Цена на учебный автомобиль составляла 1 715 700 иен для версии с двигателем HR15DE и 1 726 200 иен для версии с двигателем HR16DE. 19 мая 2009 года фирма провела небольшое обновление Tiida Axis и Tiida Enchante. Автомобили получили обновлённую информационно-развлекательную систему и навигационную систему «Carwings». Tiida Axis получила новый цвет кузова — тёмно-синий «Dark Blue», а Tiida Enchante в кузове хетчбэк — два цвета: «Crystal Lilac» и «Dark Blue». Цена на Tiida Axis составляла от 1 979 250 до 2 278 500 иен, а на Tiida Enchante — от 1 609 650 до 2 304 750 иен.
16 августа 2010 года Tiida и Tiida Latio вновь прошли небольшое обновление, коснувшееся режима вождения ECO, снижающего расход топлива, для соответствия новому уровню льгот на японский «зелёный налог» (снижение на 75 %). Также на автомобили стал ставиться новый кондиционер «Plasmacluster Ion» с ионизацией. По словам компании, он увлажняет кожу и убирает запахи. Цена на обновлённые автомобили составляла от 1 499 400 до 1 858 500 иен для хетчбэка и от 1 399 650 до 1 890 000 иен для седана. Это обновление коснулось и модификаций от фирмы Autech: они все стали оснащаться обновлённым режимом вождения ECO. Учебный автомобиль также получил обновлённую ткань на сиденьях и зеркала заднего вида с электроприводом на дистанционном управлении. Цена на Tiida Axis составляла от 1 999 200 до 2 182 950 иен, на Tiida Enchante — от 1 662 150 до 2 304 750 иен, на Tiida Latio Enchante — от 1 673 700 до 2 152 500 иен, а на учебные автомобили — от 1 792 350 до 1 802 850 иен. Данное обновление стало последним в истории японской модели: в апреле 2011 года на Шанхайском автосалоне была представлена модель второго поколения. 5 октября 2012 года в Японии была выпущена модель следующего поколения в кузове седан.
Выпускались и специальные и ограниченные версии автомобиля. 27 апреля 2005 года Nissan объявил о выпуске специальной версии автомобиля с замшевой обшивкой сидений и отделкой передней панели под дерево. 27 апреля 2006 года вышла специальная версия «Modern Collection» с обивкой интерьера цвета «веймаранер» (назван в честь породы собак). 27 мая 2008 года была выпущена ограниченная серия Tiida с информационно-развлекательной системой Car Wings HDD, автоматическим кондиционером и неупомянутыми более мелкими изменениями. Такая версия предлагалась в любой комплектации по цене на 446 250 иен выше обычной (от 1 617 600 до 1 827 000 иен). По изначальным планам, продажи должны были завершиться в конце сентября 2008 года. 30 июня 2011 года вышла ещё одна специальная версия Tiida в комплектациях 15M SV и 15M FOUR SV, включавшая в себя вышеупомянутый кондиционер с ионизацией. Цена увеличилась на 78 750 иен и составляла 1 596 000 иен для переднеприводной модели и 1 779 750 иен для полноприводной.

#### Китай и Тайвань

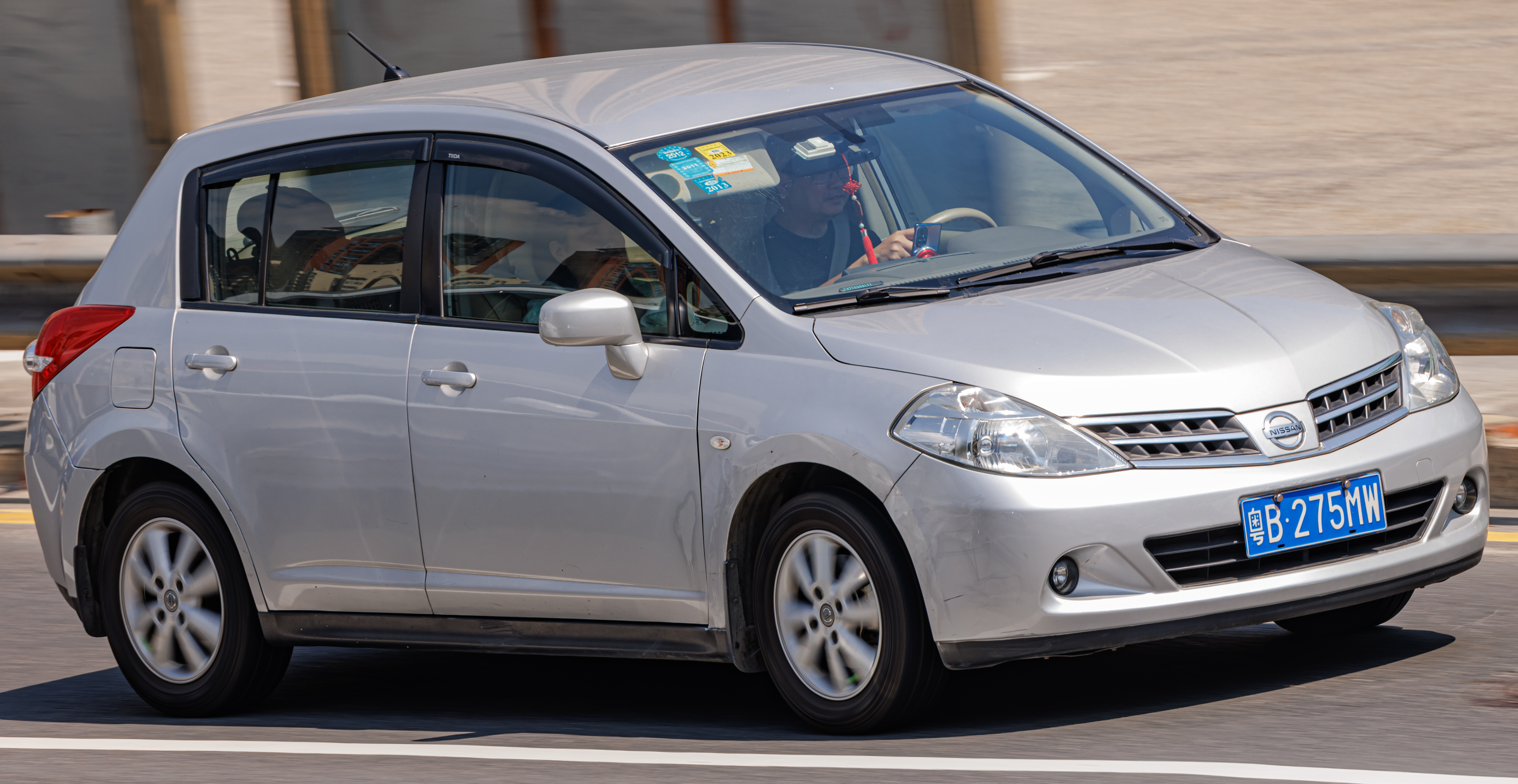
Китайская модель в кузове хетчбэк после обновления 2007 года

19 апреля 2005 года состоялась презентация модели в кузове седан для китайского рынка по цене от 119 800 до 159 800 юаней. Сборка модели осуществлялась на заводе фирмы Dongfeng в Хуаду, Гуанчжоу. На китайском рынке седан получил, помимо обычного, второе название — Nissan Yida. На модель возлагались большие надежды — она должна была усилить конкуренцию среди автомобилей данного сегмента, а за 2005 год должно было быть продано не менее 40 тысяч автомобилей. Уже с конца марта 2005 года до премьеры на седан поступило 5000 предзаказов. В августе 2005 года за седаном последовал и хетчбэк (получивший местное наименование Qida), цены на старте продаж которого не отличались от седана. На автосалоне в Гуанчжоу в ноябре 2007 года были представлены обновлённые седан и хетчбэк Tiida. Автомобиль получил новые бамперы, решётку радиатора в стиле среднеразмерного кроссовера Murano, обновлённые передние фары и задние фонари. В интерьере была обновлена отделка, в топовых комплектациях добавлен термостатический кондиционер, а в стандартную комплектацию стали входить четыре подушки безопасности и шторки безопасности. В декабре 2008 года была выпущена специальная версия автомобиля — Tiida Technology Edition. Она была доступна в обоих типах кузова по цене 132 800 юаней. Отличали её от обычной версии 7-дюймовый цветной ЖК-дисплей на центральной консоли, аудиовизуальная развлекательная система DVD и камера заднего вида с системой помощи при парковке. В Китае Tiida стал популярным автомобилем: по результатам опроса, проведённого в начале 2008 года организацией «JD Power Asia Pacific», Tiida являлся самым привлекательным автомобилем для китайских покупателей в категории недорогих среднеразмерных моделей.
Тем временем Nissan рассчитывала и на выход автомобиля на Тайване. О грядущей презентации автомобиля было объявлено ещё в декабре 2005 года. Официальная презентация автомобиля для тайваньского рынка состоялась 8 июня 2006 года, причём сразу как хетчбэка, так и седана. Цена на седан варьировалась от 499 000 до 670 000 тайваньских долларов, а на хетчбэк — от 599 000 до 680 000 долларов. В месяц планировалось продавать до 1800 автомобилей. 15 октября 2010 года тайваньское подразделение компании, Yulon Nissan, выпустило обновлённые версии моделей Tiida и Livina. Обновление небольшое: на лобовое стекло добавился HUD-дисплей «Eco Driving», который в виде цветной (зелёный — жёлтый — красный) полосы указывает на текущий расход топлива. Согласно результатам испытаний, проведённых Nissan, автомобили с такими экранами помогают снизить расход топлива на 11 % и тем самым уменьшить ежедневные выбросы CO2 на 320 кг. Также произошло обновление с точки зрения безопасности: уже в базовой комплектации автомобиль стал оснащаться двумя передними подушками безопасности, а также задними противотуманными фарами и функцией выравнивания фар. Продажи обновлённых Tiida и Livina начались в конце октября 2010 года. В марте 2011 года в продажу поступила спортивная модель, получившая название Tiida Z. Она отличается улучшенной аэродинамикой: иные воздухозаборники, боковые накладки и спойлер сзади. Цена на модель составляла 619 000 тайваньских долларов. 2 июня 2011 года была выпущена ограниченная версия Mr. Tiida, которая отличается узором в клетку, нанесённым на различные области автомобиля (капот, задние стойки, сиденья, дверные панели, спойлеры и т. д.). Всего было выпущено 500 таких автомобилей.
В апреле 2011 года был представлен Tiida в кузове хетчбэк второго поколения, а продажи в Китае начались 30 мая 2011 года. С 2012 года новая модель стала доступна на Тайване. Седан первого поколения выпускался до мая 2018 года, когда он был убран с официального сайта компании.

#### Юго-Восточная Азия и Австралия

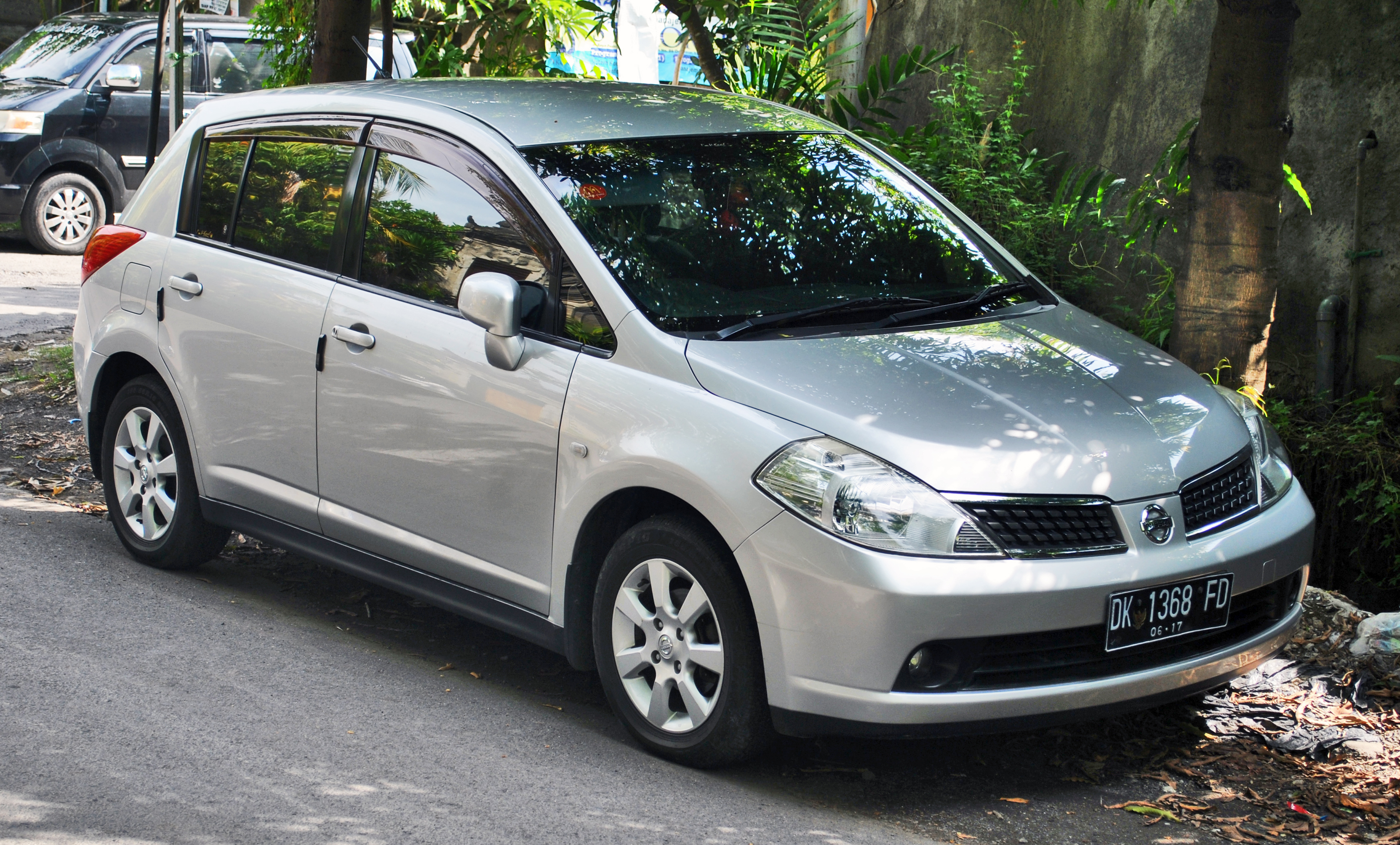
Nissan Latio, Индонезия

29 июня 2006 года Nissan Tiida вышел на рынок Таиланда. В стране было налажено местное производство: хетчбэки и седаны выпускались на заводе Nissan Bangna Trad, принадлежащем Siam Nissan Automobile (таиландское подразделение компании). Собранные автомобили на 75 % состояли из комплектующих местного производства.
В конце мая 2007 года (после двух, 8 и 28 марта, шпионских фотографий) было объявлено о выходе модели на рынок Малайзии под названиями Nissan Latio (седан) и Nissan Latio Sport (хетчбэк, аналогично модель называется и в Сингапуре), где она сменила модель Sentra. Продажи начались 22 июня 2007 года по цене от 79 900 до 97 100 ринггитов. В апреле 2008 года вышел специальный пакет тюнингованных запчастей Latio tuned by Impul. Он состоял из нескольких частей: Impul Aerokit включала в себя новые бамперы, пороги, решётку радиатора и спойлер, Impul Sports Suspension System — амортизаторы и пружины, снижающие высоту подвески на 25 мм, а Impul Blast II Exhaust Muffler — специальный глушитель из нержавеющей стали. Также можно было приобрести специальные колёса Impul NS GTII с легкосплавными 17-дюймовыми дисками и шинами 205/45 R17. Цена на автомобили со всеми опциями варьировалась от 94 386 до 105 587 ринггитов. В сентябре 2011 года Latio прошёл небольшое обновление. Количество комплектаций сократилось до двух: одна для седана и одна для хетчбэка. Обе комплектации назывались Comfort. Хетчбэк комплектовался 1,8-литровым двигателем, а седан — 1,6-литровым двигателем. Автомобиль получил новый передний бампер, решётку радиатора, фары и задний бампер, а хетчбэк также получил новые задние фонари. Внутри автомобиль получил кнопки управления аудиосистемой на руле и обновлённую аудиосистему с AUX-входом. Приборная панель также слегка обновилась: теперь фон приборов сменился на белый, а сама панель получила серебристую отделку. Хетчбэк получил автоматический кондиционер с дисплеем на панели управления им, а также показания среднего и мгновенного расхода топлива на панели приборов. Цена за хетчбэк составляла 99 800 ринггитов, а за седан — 89 800 ринггитов. Модель продавалась в Малайзии до октября 2012 года, когда седан сменила модель Almera третьего поколения местной сборки.
В декабре 2005 года было объявлено, что Tiida придёт на смену модели Pulsar в Австралии (так на местном рынке называлась Nissan Almera). С декабря по январь автомобиль демонстрировался в торговых центрах в Сиднее. В январе были объявлены цены: от 19 990 до 26 490 австралийских долларов. Продажи модели стартовали 1 февраля 2006 года. С 30 ноября 2006 года автомобили для австралийского рынка стали экспортироваться с таиландского завода. К концу 2007 года планировалось экспортировать 15 тысяч автомобилей. В 2008 и 2009 годах на автосалонах в Сиднее и Мельбурне был представлен прототип ограниченной версии Nissan Tiida CST-R, который отличался перенастроенной подвеской, 17-дюймовыми легкосплавными дисками, выхлопной системой Impul, кожаными сиденьями, информационно-развлекательной системой со спутниковой навигацией, интеграцией Bluetooth и возможностью подключения iPod/USB. После этого новостей про эту версию больше не последовало.
В 2009 году модель претерпела небольшой рестайлинг, получив, среди прочего, новую решётку радиатора. В феврале 2010 года австралийское отделение Nissan объявило об обновлении десяти своих моделей, среди которых обновление Tiida с 1 марта 2010 года. Рестайлингу было дано имя «Tiida Series 3». Модель получила новые передний и задний бамперы, из-за которых седан стал на 30 мм длиннее, а хетчбэк — на 45 мм длиннее. У хетчбэка задние фонари получили слегка иной дизайн, а на моделях в топовой комплектации Ti боковые пороги стали окрашиваться в цвет кузова. Также Tiida Ti стали комплектоваться 16-дюймовыми колёсными дисками. Внутри на моделях в версии Ti была добавлена кожаная обивка сидений и рулевого колеса, обновлённая панель приборов, климат-контроль и новая стерео-система с поддержкой MP3. Модели в базовой комплектации ST получили шторки безопасности, круиз-контроль, электрические стеклоподъёмники и управление аудиосистемой на рулевом колесе. Цена обновлённых автомобилей варьировалась от 17 990 до 24 240 австралийских долларов, что на 1000—3000 долларов дешевле старых версий. Продажи австралийской модели были свёрнуты в 2013 году, когда была выпущена модель следующего поколения, снова под названием Pulsar.

#### Северная Америка

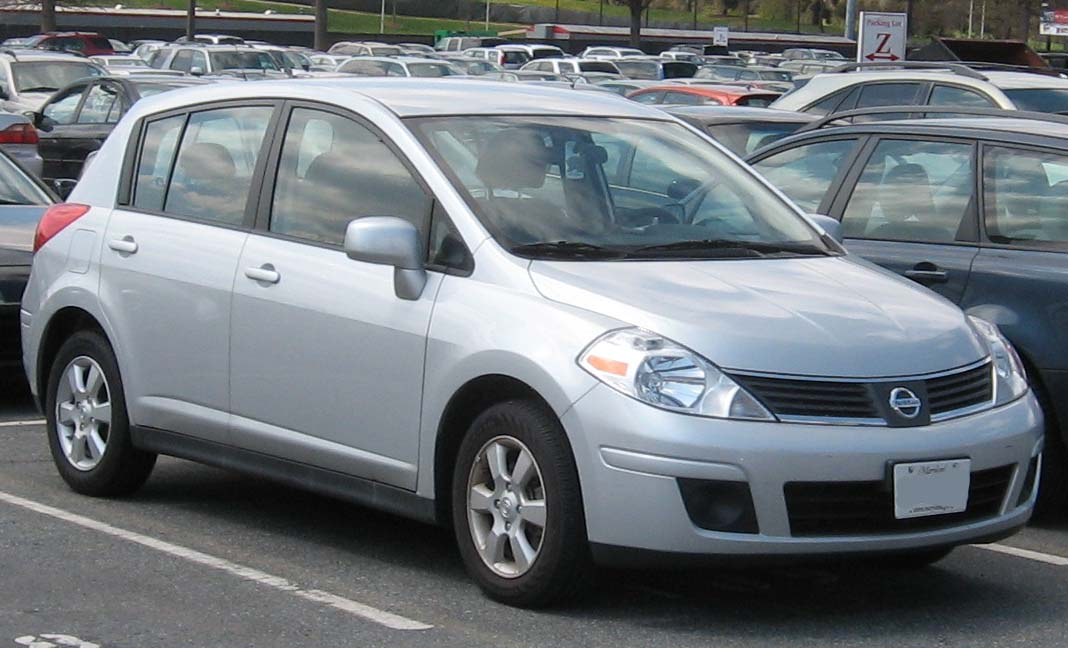
Nissan Versa первых лет выпуска в кузове хетчбэк

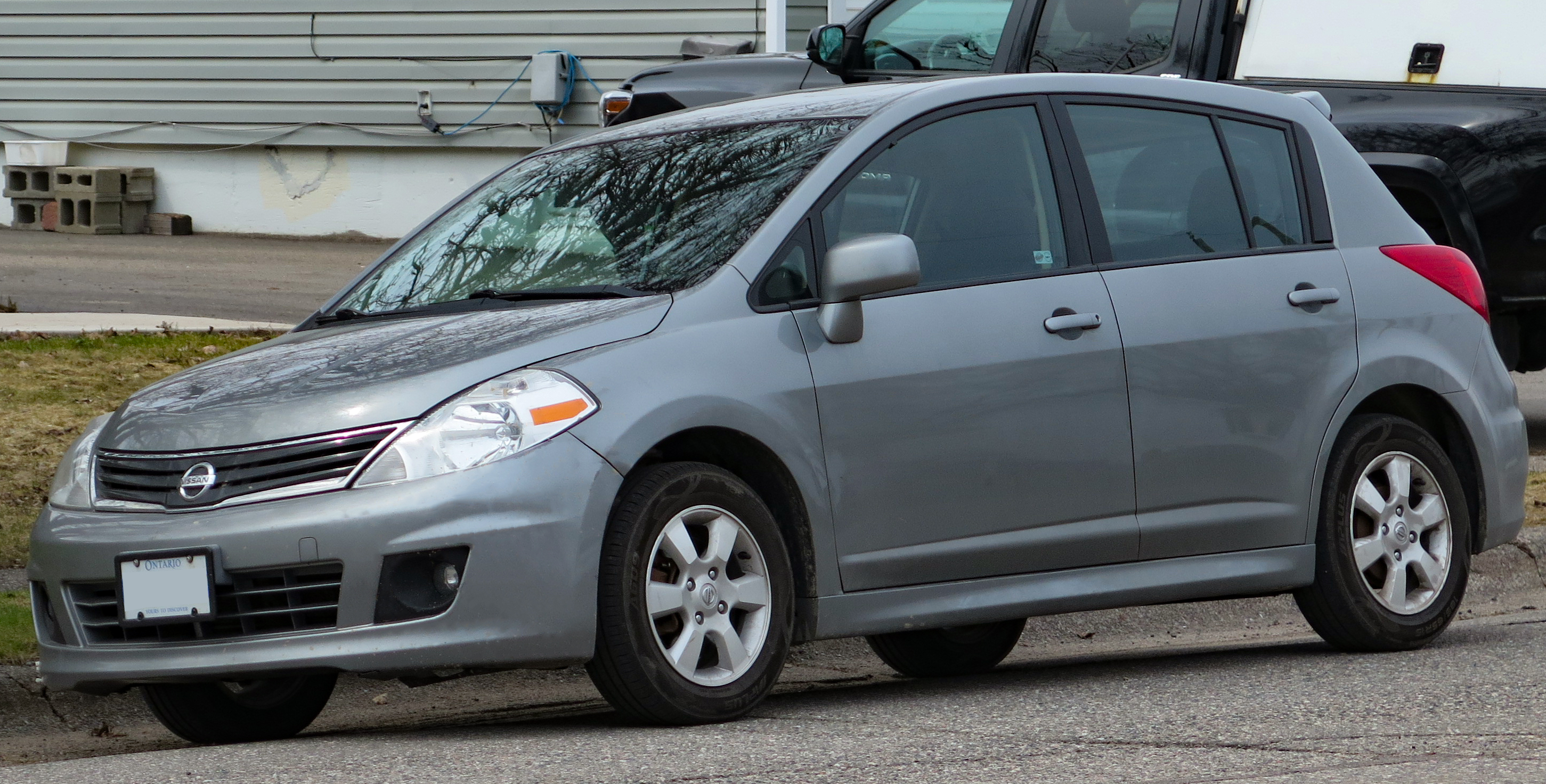
Хетчбэк Versa в комплектации SL после 2009 года

Модель для рынков США и Канады была представлена 28 сентября 2005 года в техническом центре Nissan, расположенном в городе Фармингтон-Хилс, штат Мичиган. 30 сентября 2005 года было объявлено о том, что Tiida будет выпускаться в Мексике на заводе в штате Агуаскальентес, а с лета 2006 года автомобиль будет доступен на рынках США и Канады под названием Nissan Versa и под названием Nissan Tiida в Мексике. Название происходит от англ. versatile space — универсальное пространство. Это, по словам компании, подчёркивает одновременно и просторный салон, и вместительный багажник автомобиля. Презентация модели для более широкого круга лиц состоялась в январе 2006 года на Североамериканском международном автосалоне, проходившем в Детройте. Для выпуска новой модели завод в Мексике был расширен, чтобы выпускать до 150 тысяч автомобилей Versa в год (суммарная мощность завода должна была вырасти с 200 до 350 тысяч автомобилей). Также для производства модели на заводе были созданы около 4000 рабочих мест.
Versa стала первой моделью Nissan на рынках США и Канады, разработанной совместно с Renault. В отличие от остальных рынков, в Северной Америке Versa позиционировался как автомобиль B-класса и являлся самым компактным в линейке представленных в США и Канаде автомобилей (до этого таковой была модель Sentra). Выход Versa на рынок стал частью стратегии североамериканского подразделения Nissan по обновлению модельного ряда Nissan в 2006 году (в источниках указан 2007 модельный год, он на один год больше календарного). Сегмент субкомпактных автомобилей в США на момент 2004 года оставался крайне неразвитым: он составлял лишь 1 % от всех продаж или 177 тысяч проданных автомобилей. Директор отдела по прогнозам продаж азиатских автомобилей компании CSM Worldwide Inc. Масаки Такетани прогнозировал рост продаж автомобилей B-сегмента со 185 тысяч в 2005 году до 359 тысяч (2 % от всего рынка) в 2010 году. Такому росту должен был способствовать выход на рынок не только Versa, но и конкурентов от других автопроизводителей: Toyota Yaris, Honda Fit, Chevrolet Aveo, Kia Rio и Hyundai Accent. Также появление Versa должно было укрепить позиции Nissan в сегменте компактных седанов по цене до 20 000 долларов, которых в 2005 году было продано около 1,9 миллиона (до этого компанию представляла в данном сегменте только модель Sentra).
9 июня 2006 года Nissan Canada Inc. объявило цены на модель для рынка Канады в кузове пятидверный хетчбэк: от 14 498 до 17 098 канадских долларов. Продажи стартовали в июле 2006 года. Продажи в США также стартовали в июле 2006 года по цене от 12 550 долларов США. Продажи модели в кузове седан стартовали в начале 2007 года. В Канаде цены на четырёхдверную модель составляли от 14 998 до 18 648 канадских долларов. В июле 2008 года было объявлено о том, что модели 2009 модельного года (в продаже с июня 2008 года) получат небольшое обновление. Оно заключалось в автоматических дверных замках (опция в комплектации S и стандартное оборудование в комплектации SL) и четырёх новых цветах кузова для модели в кузове хетчбэк: «Red Brick», «Metallic Blue», «Sonoran Sand» и «Artic Blue». 31 октября 2008 года была представлена модель в кузове седан с двигателем объёмом 1,6 литра по цене 9990 долларов США — самый дешёвый новый автомобиль на рынке Соединённых Штатов. Продажи новой модели начались 18 ноября 2008 года. По состоянию на февраль 2009 года Versa в кузове седан оставался самым дешёвым новым седаном в США: самая базовая комплектация предлагалась по цене 10 685 долларов.

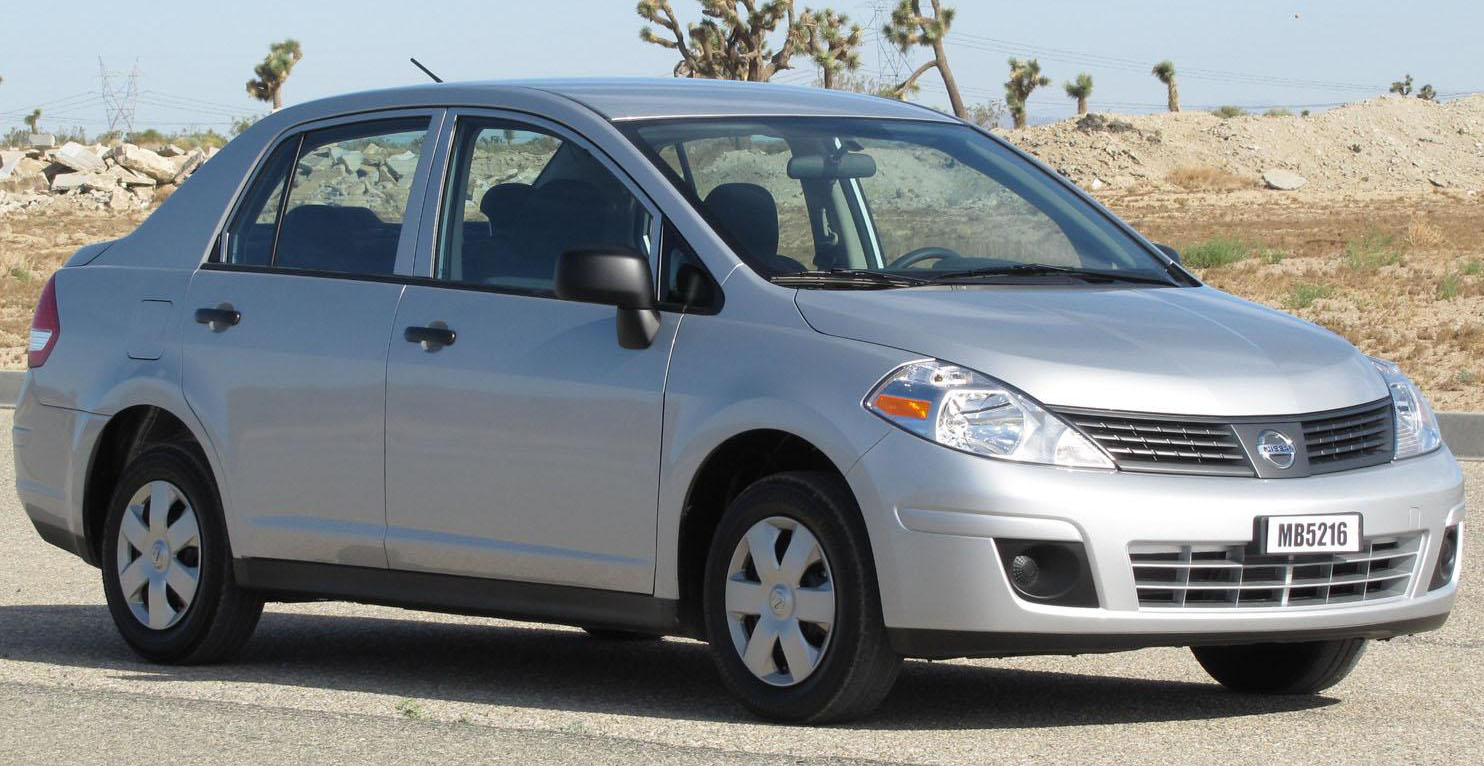
Модель для рынка США в кузове седан, базовая комплектация (2010)

20 ноября 2009 года Nissan снова провёл обновление Versa для 2010 модельного года. Этот рестайлинг был куда более обширным, нежели предыдущий: новая решётка радиатора, обновлённые 15-дюймовые диски и колпаки, AUX-вход для базового радио и интерфейс iPod для радио в топовых комплектациях, пакет спутниковой навигации «New Navigation/XM Satellite Radio Package» и пакет опций «Power Plus Package», созданный объединением пакетов «Power» и «Cruise». Пакет «Moonroof» стал доступен только для хетчбэка. Модели в комплектации S стали комплектоваться антиблокировочной тормозной системой. Куда больше изменений претерпела модель в кузове хетчбэк в комплектации SL: спортивные бамперы, спойлер, 16-дюймовые алюминиевые диски, противотуманные фары, новая «спортивная» обивка интерьера и система «Vehicle Dynamic Control» (аналог ESC/ESP). В декабре 2010 года было проведено третье обновление модели (2011 модельный год), которое вновь имело мелкий характер: электрозамки дверей и электростеклоподъёмники стали стандартным оборудованием. В результате пакет опций «S Power Plus Package», включавший до этого эти опции, был заменён на пакет «S Plus Package», включавший в себя круиз-контроль и систему бесключевого доступа Nissan Intelligent Key. Цена на обновлённые модели составляла от 9990 до 16 920 долларов.
Модель в кузове хетчбэк прошла ещё одно обновление в июле 2011 года. Все изменения вновь заключались в комплектациях: пакет опций «Premium Package» (система Nissan Intelligent Key, кожаный руль, система Bluetooth Hands-free и 16-дюймовые алюминиевые диски) вошёл в состав стандартного оборудования комплектации SL, а в качестве опций стали доступными ещё несколько новых пакетов: «Convenience Package», «15-inch Aluminum-Alloy Wheel Package», «Special Edition Package» и «Nissan Navigation Package». Салонное зеркало заднего вида с автоматическим затемнением и зеркала в козырьке с подсветкой стали стандартным оборудованием в комплектации SL, а система VDC (ESP) стала стандартной для всех моделей. Цена на обновлённый хетчбэк составляла от 14 380 до 18 390 долларов.
Преемник модели в кузове седан, Versa второго поколения (он же Nissan Almera третьего поколения), поступил в продажу 17 июля 2011 года по цене от 10 990 до 15 560 долларов. Преемником модели в кузове хетчбэк стала модель Versa Note, являющаяся перелицованным Nissan Note второго поколения. Она была представлена в январе 2013 года на Североамериканском международном автосалоне в Детройте.

#### Южная Америка. Dodge Trazo
В 2007 году Nissan решила ещё больше расширить спектр рынков для Tiida. В этот раз было решено завезти модель в страны Mercosul (несколько стран Южной Америки). В сентябре 2006 года Nissan официально назвала план увеличения своего присутствия в этом регионе «Shift_mercosul». Согласно ему, к 2009 году на рынке должны были быть выпущены шесть новых моделей, а в их производство необходимо было инвестировать около 150 миллионов долларов. Tiida стал третьей моделью, выпущенной в соответствии с этим планом. Модель импортировалась в страны Mercosul из Мексики. Продажи пятидверной версии автомобиля в Бразилии начались летом 2007 года. Согласно первоначальным планам, в Бразилии планировалось продать 1300 автомобилей до конца 2007 года. На старте продаж цена на автомобиль составляла от 53 290 до 68 480 реалов. Премьера модели для рынка Аргентины состоялась 15 июня 2007 года. Выпуск этой модели ознаменовал возвращение Nissan в сегмент легковых автомобилей, поскольку до этого в Аргентине продавались только внедорожники и пикапы. Продажи Tiida начались в ноябре 2007 года по цене до 25 000 долларов за хетчбэк и до 25 500 долларов за седан в комплектации Tekna (касательно минимальной цены в комплектации Visia указано лишь то, что она на 17 % меньше цены за комплектацию Tekna). К апрелю 2008 года цены на модель варьировались от 21 420 до 26 010 долларов. В феврале 2008 года Tiida была названа самым безопасным автомобилем Аргентины 2007 года по мнению Cesvi Argentina.
В январе 2008 года было объявлено, что Nissan находилась в стадии переговоров с американским автопроизводителем Chrysler по заключению альянса между компаниями. Планировалось, что Nissan будет собирать для Chrysler компактные и экономичные автомобили. К апрелю стали известны детали соглашения: Nissan предоставит для Chrysler автомобиль B-сегмента японской сборки на базе Nissan Versa, а Chrysler предоставит для Nissan свой пикап Dodge Ram для создания на его базе нового поколения пикапа Nissan Titan, доступного в Северной Америке. 28 октября 2008 года на автосалоне в Сан-Паулу, Бразилия, был представлен результат соглашения: перелицованный седан Nissan Versa красного цвета, получивший название Dodge Trazo C1.8 (также встречался вариант Trazo by Dodge). Модель комплектуется 1,8-литровым четырёхцилиндровым двигателем с возможностью работы на топливе E100 (состоит из 100%-го этанола). Изменений в автомобиле почти нет, кроме нового значка с надписью «Trazo» и слегка изменённой решётки радиатора. Планировалось продавать автомобиль на рынках Бразилии, Аргентины, Парагвая и Уругвая. В мае 2009 года было объявлено, что модель поступит в продажу в сентябре 2009 года. Однако, уже в августе 2009 года было объявлено об отмене выпуска Trazo. Главной причиной стала переориентация Chrysler на сотрудничество с Fiat.

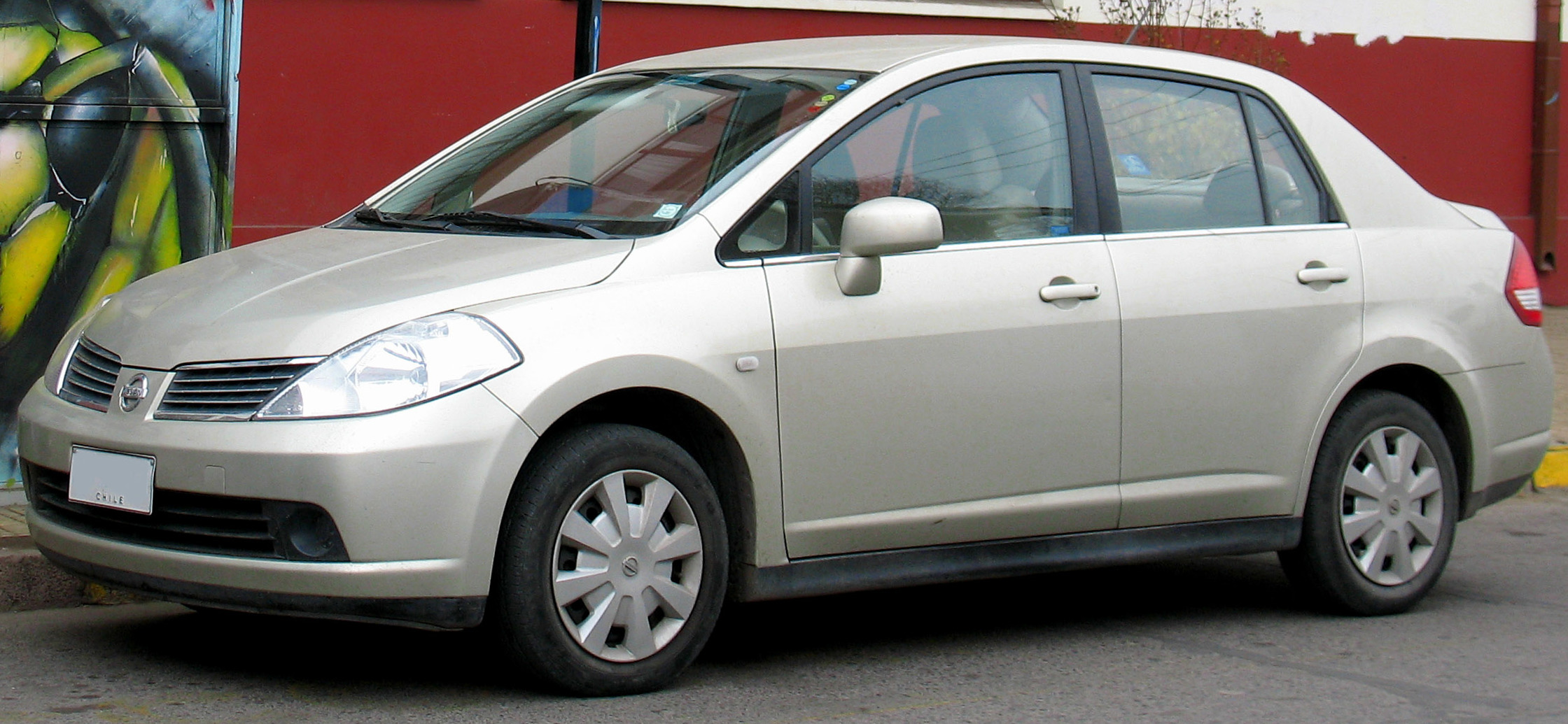
Седан образца 2007 года мексиканской сборки, Чили

В конце апреля 2009 года Nissan представила для бразильского рынка модификацию хетчбэка Tiida с двигателем 1,8 Flex Fuel. Главная особенность заключается в том, что это битопливный двигатель, то есть такой, который работает на двух видах топлива: бензине, этаноле или их смеси. Этот двигатель на одну лошадиную силу мощнее обычного, а крутящий момент остался неизменным. Отличия заключаются и в конструкции: впускные и выпускные клапаны, а также их уплотнения изготовлены из новых материалов, первое поршневое кольцо изготовлено из стали, а не чугуна, поршень стал анодированным и с первой канавкой 1,2 мм, а не 1,5 мм, шатуны изготовлены из более прочных материалов, установлены подходящие для спирта топливные форсунки, лямбда-зонд получил двойной защитный слой для защиты от спирта, а система зажигания была адаптирована для запуска двигателя при наличии только спирта. Также на автомобиль стала устанавливаться система CVVTCS (англ. Continuously Variable Valve Timing Control System). Её работа заключается в том, что при нажатии педали газа клапаны перемещаются с большей или меньшей степенью открытия и закрытия, обеспечивая более эффективное сжигание топлива и более эффективную работу двигателя вне зависимости от оборотов. Цена на модель составляла от 51 890 до 60 780 реалов. Это не первый случай установки такого двигателя на автомобили Nissan. С марта 2009 года такой двигатель предлагала модель Livina, а ещё в 2008 году битопливные (бензин и сжиженный газ LPG) двигатели стали устанавливаться на итальянские модели Note и Micra.
В сентябре 2009 года появились первые сведения того, что Tiida мексиканской сборки вскоре пройдёт рестайлинг. В январе 2010 года обновлённая модель для рынка Бразилии была представлена официально. Главным изменением в экстерьере стала новая решётка радиатора, в которой центральная ячейка с логотипом Nissan больше не выделяется так явно. В интерьере была изменена обшивка сидений и отделка дверных панелей, водительское сиденье получило регулировку по высоте, а на панели приборов спидометр получил новый цвет как самого циферблата, так и цифр. В версии SL появились новые 16-дюймовые колёсные диски. Цена на обновлённую модель составляла от 48 990 до 57 990 реалов. Отдельные изменения претерпела модель Flex Fuel: в комплектации SL сиденье водителя получило регулировку по высоте, а на автомобиль стала ставиться система бесключевого доступа Nissan Intelligent Key. В июне 2010 года обновлённая модель в кузовах хетчбэк и седан появилась в Аргентине. Изменения здесь несколько другие: главным из них стало появление комплектации Acenta между базовой Visia и топовой Tekna. Она добавляет к оборудованию версии Visia люк на крыше, противотуманные фары, 15-дюймовые легкосплавные диски и центральный подлокотник на заднем диване. Цена на модели в версии Visia составляла 19 902 доллара, за Acenta — 22 423 доллара, за Tekna — 25 000 долларов. В апреле 2010 года появились слухи о том, что в Бразилии будет продаваться Tiida в кузове седан (ранее таковым должен был стать отменённый Dodge Trazo), однако этого так и не произошло. В июне 2012 года появилась обновлённая модель для рынка Уругвая. Модель в топовой комплектации Extra Full получила кожаную обивку сидений и задние парктроники. Цена на модель увеличилась на 350 долларов, до 26 950 с МКПП и 27 950 с АКПП. Цена на модель в базовой версии Full сохранилась в диапазоне от 23 500 долларов за версию с МКПП до 24 500 долларов за версию с АКПП.
Преемником модели в кузове седан стала Nissan Almera третьего поколения, получившая в Латинской Америке имя Versa. Его продажи в Бразилии начались 26 октября 2011 года. На смену пятидверному хетчбэку осенью 2013 года пришёл Nissan Note второго поколения. В ноябре 2017 года было объявлено, что сборка Tiida в Мексике будет прекращена с июня 2018 года.

#### Европа и Россия

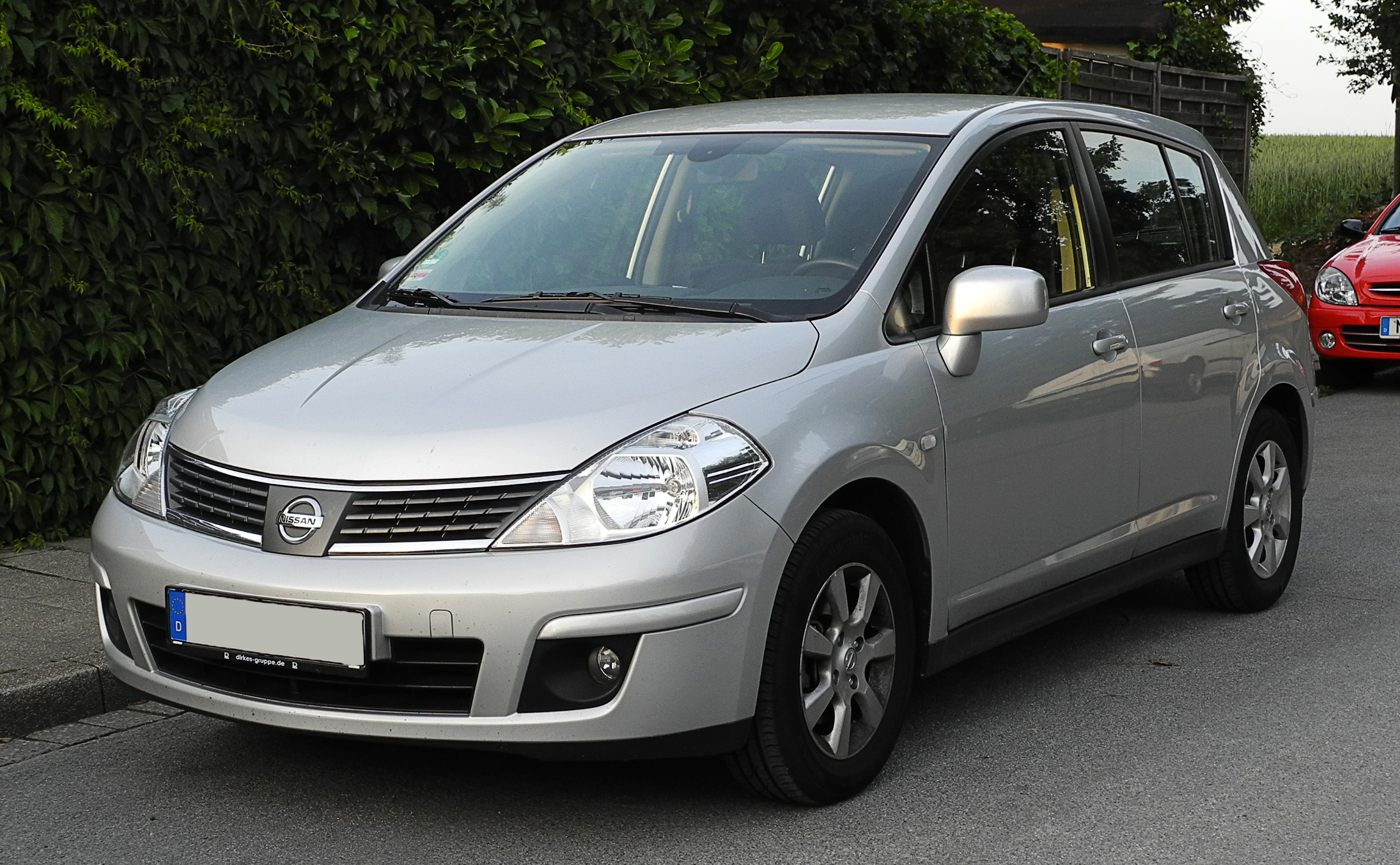
Европейская модель первых лет выпуска (2007)

Первые сведения о грядущем европейском дебюте Tiida появились ещё в октябре 2005 года. В марте 2007 года Nissan официально объявила о выходе Tiida на европейские рынки. Опасаясь повторить фиаско модели Almera второго поколения, компания провела исследование и выявила рынки, где Almera и более крупная Primera имели наибольший успех. По итогам для продажи Tiida были выбраны следующие страны: Эстония, Латвия, Литва, Болгария, Хорватия, Кипр, Чехия, Финляндия, Греция, Венгрия, Ирландия, Мальта, Польша, Румыния, Россия, Словакия, Словения и Украина. Согласно официальному пресс-релизу, в случае успеха Nissan могла в дальнейшем расширить число стран, в которых доступна Tiida. В Европе Tiida приобрела позиционирование для тех людей, которые не гоняются за необычными автомобилями и предпочитают классические комфортные, просторные и практичные хетчбэки. На европейских рынках модель предлагалась с 1,6- и 1,8-литровыми бензиновыми и 1,5-литровым турбодизельным двигателем. Как заявил Брайан Кэролин, старший вице-президент отдела продаж и маркетинга Nissan Europe, «в рамках нашей стратегии прибыльного роста в Европе Nissan сосредоточился на завоевании покупателей с помощью новых моделей, которые сильно отличаются от конкурентов. Однако нам также важно сохранить нашу более консервативную клиентскую базу в некоторых странах. Мы решили представить Tiida на тех рынках, где мы выявили чёткие потребности и устойчивый спрос на классические автомобили, который не может быть удовлетворён моделями Note или Qashqai». Согласно статистике Nissan, среди покупателей Note лишь 35 % составляют владельцы Nissan, среди покупателей Qashqai — всего 20 %. Компания решила выпустить Tiida в Европе, понимая, что ей нельзя потерять на этом рынке «лояльных покупателей» и что в модельном ряду должен присутствовать автомобиль, который привлечёт владельцев устаревающих Almera и Primera.
Согласно изначальным планам, компания планировала продавать до 30 тысяч хетчбэков и седанов Tiida в год. Отгрузка первых седанов для европейских стран с завода в Мексике началась 19 апреля 2007 года, планировалось до конца года экспортировать 12 тысяч автомобилей. Автопроизводитель не планировал продавать Tiida в Западной Европе, поскольку там компания решила оставить единственным автомобилем в этой нише кроссовер Qashqai. Официальная премьера Tiida для Европы состоялась в сентябре 2007 года на Франкфуртском автосалоне. Первым делом новую модель в июне 2007 года завезли в страны Центральной и Восточной Европы (например, в Чехию, где цены составляли от 424 900 до 608 900 крон), а с октября она стала доступна в России и на Украине. Российская модель предлагалась по цене от 499 900 до 609 500 рублей. В том же 2007 году компания, как и высказывалось ранее, начала увеличивать число стран для продажи в них Tiida. В апреле 2007 года разгорелся скандал с немецкими официальными дилерами Nissan, которые рассчитывали, что Tiida будет доступна в Германии и принесёт им от 10 до 15 % прибыли. В августе 2007 года Nissan объявила, что с января Tiida будет продаваться в Германии. Стартовая цена модели составляла 15 990 евро. Согласно планам компании, опубликованным в декабре 2007 года, в год планировалось продавать около 6000 автомобилей. Помимо Германии, Tiida в кузовах хетчбэк и седан с января 2008 года появилась в Швейцарии и Австрии, а в Испанию и Португалию начала поставляться только пятидверная версия. Цены на испанскую модель составляли от 15 200 до 24 400 евро.
В октябре 2010 года поступила в продажу обновлённая модель. Рестайлинг оказался незначительным: в экстерьере — только передний бампер и решётка радиатора. В салоне лишь одно единственное изменение: в качестве опции стала доступна информационно-развлекательная система со спутниковой навигацией Nissan Connect. В России обновлённый автомобиль стал на 7 % дешевле. Nissan Connect можно было приобрести за дополнительную плату в 15 000 рублей. Издание «За рулём» отмечает, что Nissan Connect для Tiida была самым дешёвым предложением на рынке, гораздо дешевле аналогичных у конкурентов. В ноябре 2013 года импорт Tiida (а вместе с ним и соплатформенного Cube) в Германию был прекращён из-за укрепления иены и вследствие этого нерентабельного экспорта. Кроме того, обе модели стали в стране нишевыми автомобилями — в 2012 году было продано всего лишь по 1200 экземпляров каждой модели. В Россию экспорт свернулся в июне 2014 года. Весной 2014 года был представлен преемник модели — сильно модернизированный снаружи вариант выпускавшейся с 2011 года модели Tiida второго поколения. В большинстве стран Европы он получил название Pulsar — так когда-то назывались компактные автомобили марки на разных рынках. В России название было решено не менять — пришедший в марте 2015 года хетчбэк продолжал именоваться Tiida. Преемника для седана в Европе выпущено не было.

### Sport Coupe Concept (2005)
Весной 2005 года на Нью-Йоркском международном автосалоне Nissan представила концепт спортивного трёхдверного хетчбэка, получивший название Nissan Sport Coupe Concept. Вместе с ним были представлены ещё два концепта — Nissan Actic и Nissan AZEAL. Все три концепта показывали, какие модели могла в будущем выпускать Nissan в сегменте малолитражных автомобилей (у которых, по словам компании, нет изюминки в дизайне). Концепт совмещает в себе простые, но при этом динамичные геометрические формы, что создаёт ощущение ускорения. Динамику также добавляет и форма крыльев. Крыша завершается сзади большим спойлером. В конструкции кузова используются как металлические, так и углепластиковые композитные компоненты. 20-дюймовые шестиспицевые диски из алюминиевого сплава имеют блестящую лакокрасочную поверхность. В передних фарах и задних комбинированных фонарях используются небольшие лампы с многослойными отражателями. Интерьер концепта спроектирован для четырёх человек, а передние кресла имеют ярко выраженную боковую поддержку. Эти сиденья обтянуты кожей Wolf Gray с двухслойными вставками из перламутровой замши и оснащены формованными подголовниками и интегрированными четырёхточечными ремнями безопасности. Приборная панель включает в себя тахометр, спидометр, датчик уровня топлива и манометр. Руль трёхспицевый. На центральной консоли присутствует рычаг экстренного торможения. Задние сиденья, также обитые кожей и замшей, тоже оснащаются четырёхточечными ремнями безопасности. Вместо среднего места расположен подлокотник для двух задних пассажиров, а багажник отделяется от салона полкой, на которой закреплены два динамика. Несмотря на то, что в официальном пресс-релизе имя модели Tiida не упоминалось, сходство с ним подметили различные автомобильные издания.

### Электрические прототипы (2009)

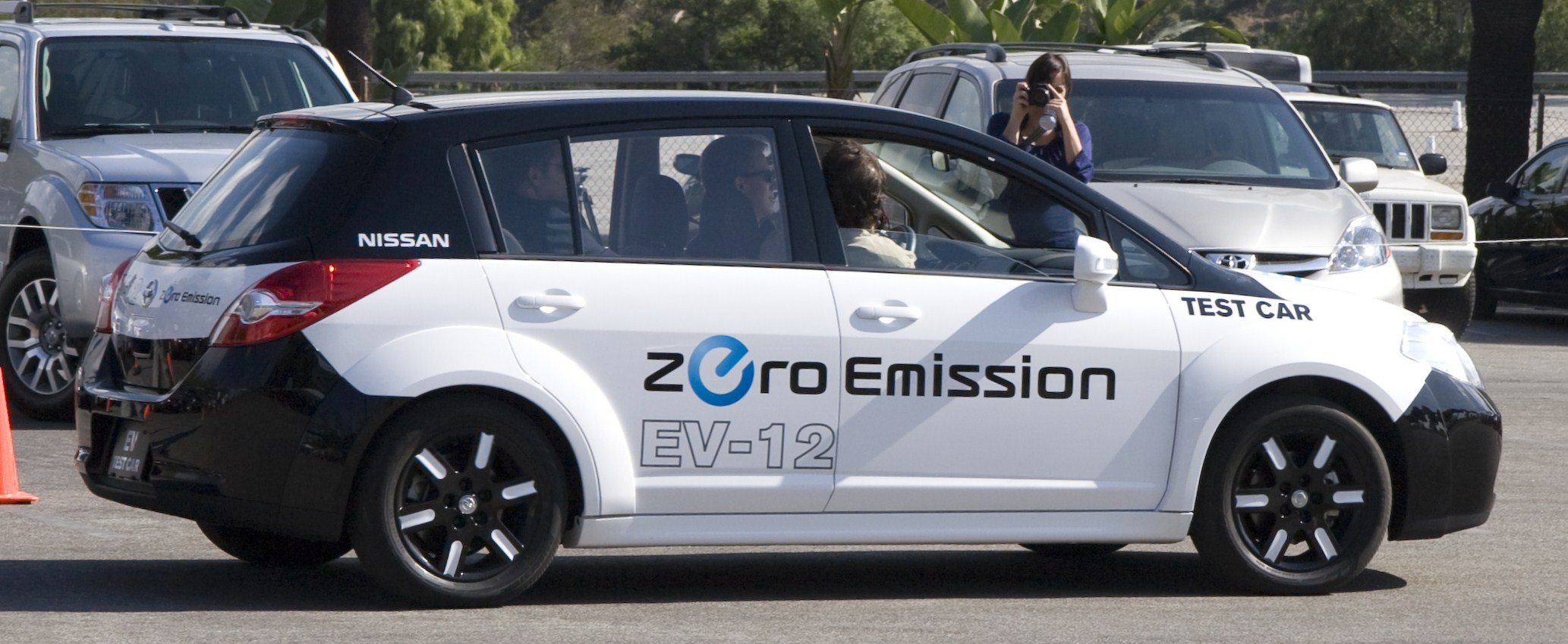
Nissan EV-12

В июле 2009 года Nissan продемонстрировала ходовые прототипы своего будущего электромобиля — EV-11 и EV-12, построенные на базе хетчбэка Tiida. Они оборудованы электромотором мощностью 80 кВт (108 л. с.) и крутящим моментом 280 Н·м, а запас хода литий-ионного аккумулятора, имеющего ёмкость 24 кВт·ч, составляет 160 км. Блок аккумуляторов расположен под днищем кузова на отдельном подрамнике, а снизу его прикрывает специальный обтекатель. Чтобы водитель успевал вовремя заряжать автомобиль, все прототипы подключены к системе EV-IT. Узнавать об уровне зарядки можно и через специальное приложение для iPhone. Разъём для зарядки расположен спереди, на месте логотипа компании. Серийная электрическая версия Tiida никогда не была выпущена, а сами прототипы, по словам компании, были лишь средством проверки компонентов будущего серийного электромобиля компании. Этот электромобиль был представлен 3 августа 2009 года и получил название Nissan Leaf.

## Дизайн и конструкция

### Экстерьер и интерьер

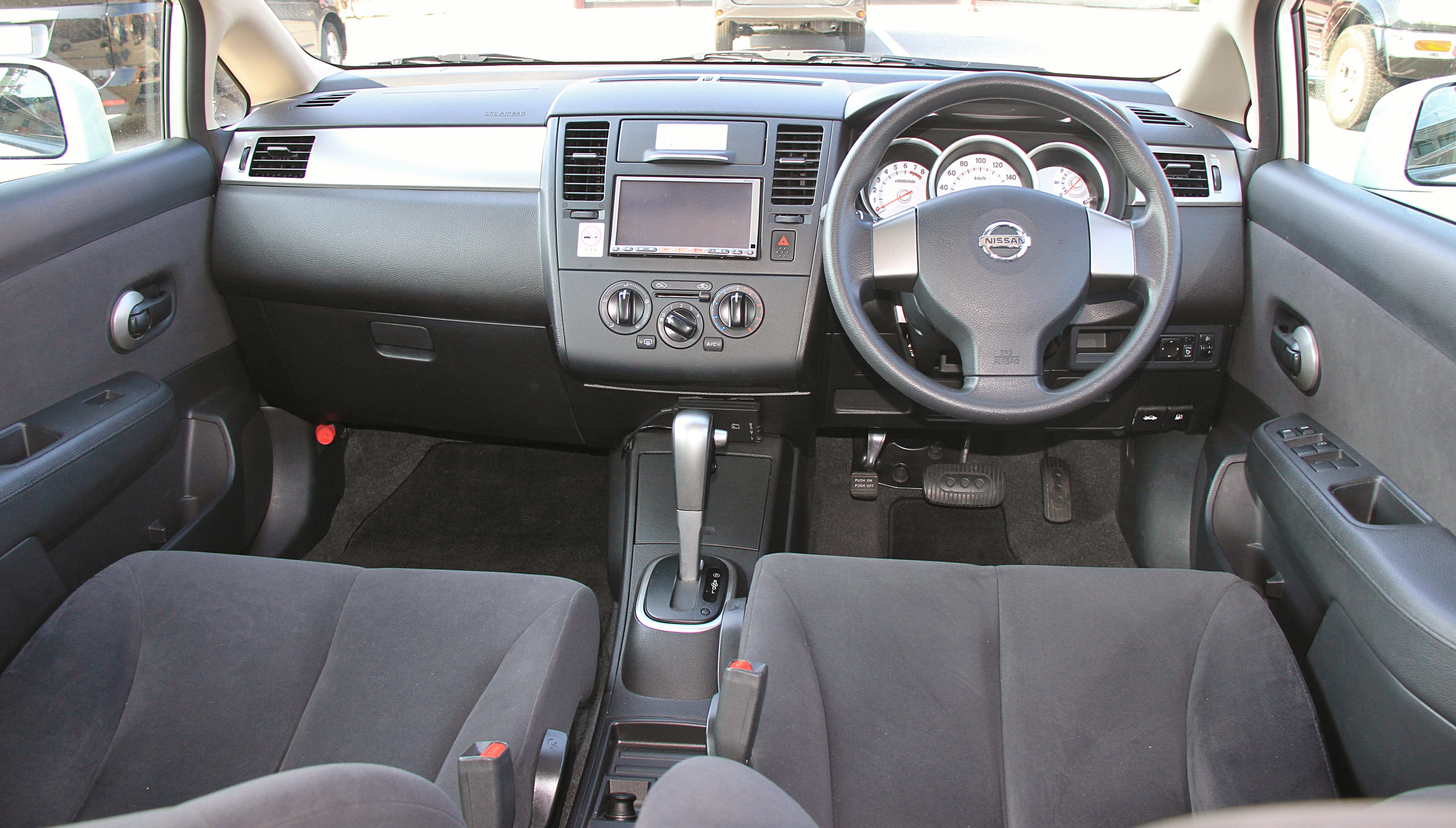
Интерьер (японская версия)

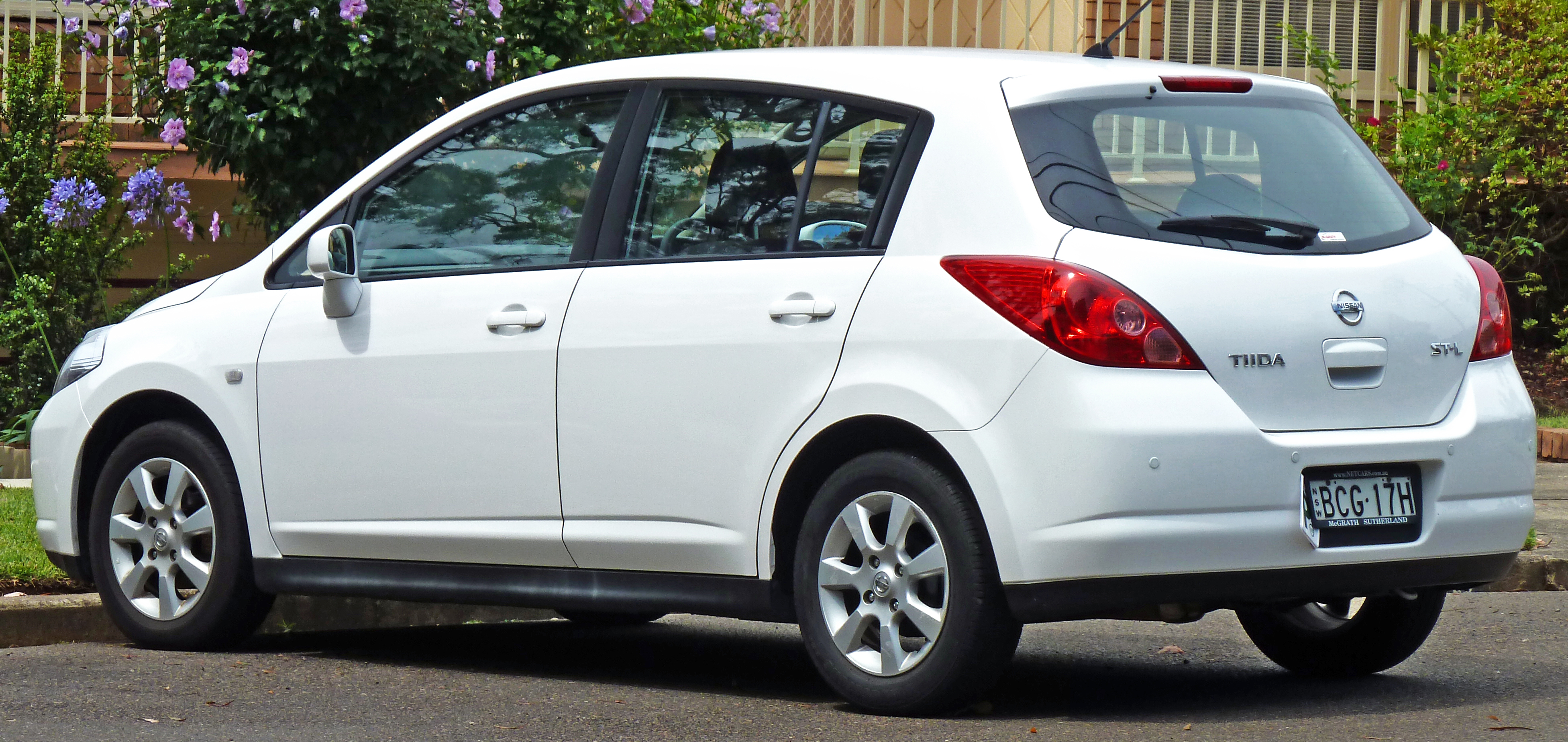
Вид сзади (хетчбэк)

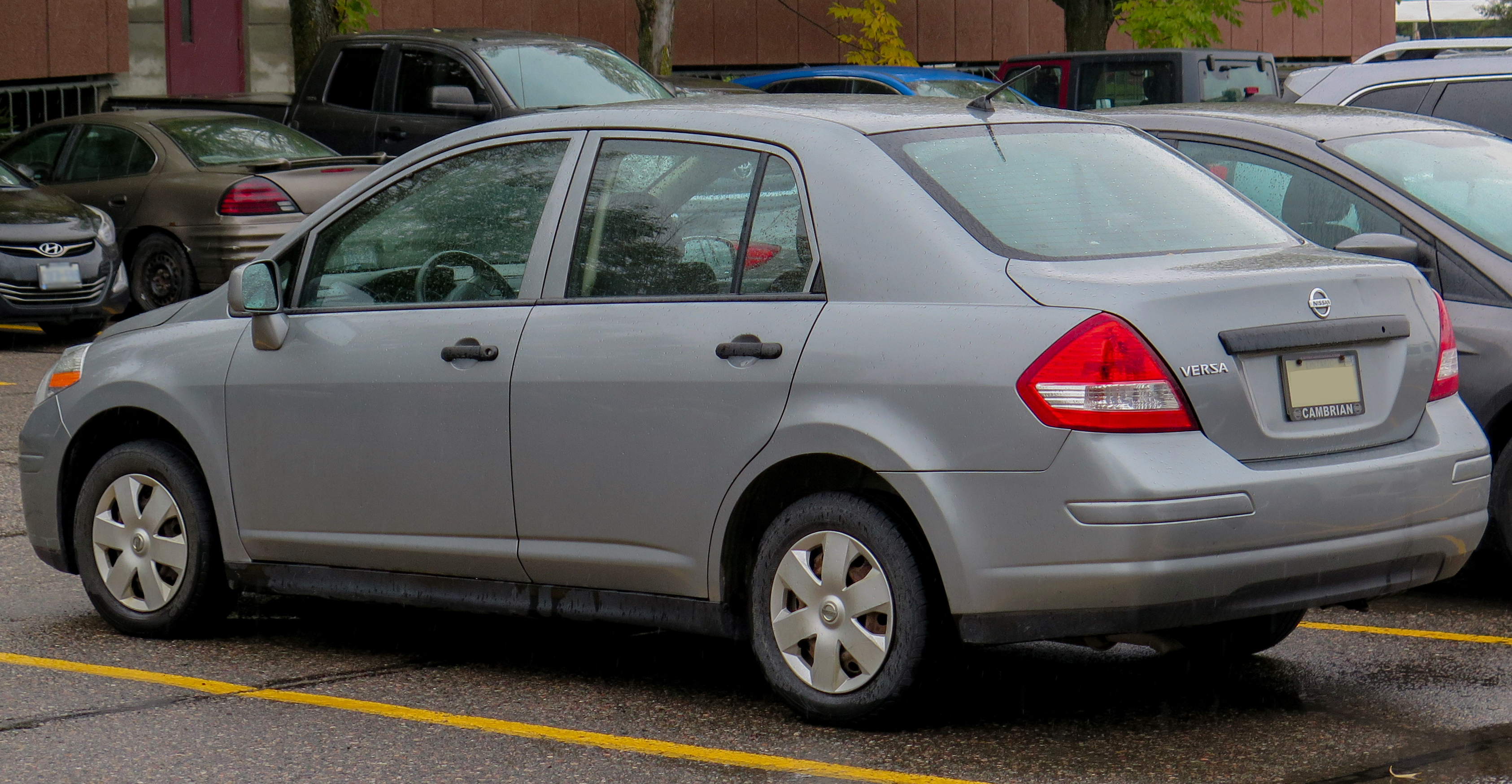
Вид сзади (седан)

Tiida является автомобилем гольф-класса (то есть сегмента C по европейской классификации). Это было достигнуто за счёт увеличения колёсной базы автомобиля до 2600 мм (основа модели — платформа Nissan B, предназначенная для автомобилей классом ниже). Было доступно два типа кузова: четырёхдверный седан и пятидверный хетчбэк. По размерам седан находится между двумя японскими конкурентами: он на 16 мм длиннее Honda Civic восьмого поколения и на 66 мм короче Toyota Corolla десятого поколения. Экстерьер автомобиля не блещет особенностями: можно выделить лишь большие передние фары и высокий силуэт с почти вертикальными невыразительными боковинами. Хетчбэк также отличается от седана длинными остроугольными задними фонарями. Издание «Авторевю» отмечает, что такой дизайн можно назвать «интернациональным», поскольку автомобиль, который не слишком выразителен, имеет все шансы стать глобальной успешной моделью и быть приятным на вид для людей из разных стран и континентов. Передний бампер европейской (и российской) модели был слегка изменён, чтобы соответствовать европейским стандартам безопасности. Tiida стал одним из трёх автомобилей, сменивших на конвейере модель Almera. Сегмент, который занимала Almera, Nissan поделил на три части: его нижний ценовой диапазон покрывает семейный субкомпактвэн Note, средний — хетчбэк и седан Tiida, а верхний — кроссовер Qashqai.
Двери автомобиля открываются почти на 90°. Интерьер имеет два возможных цвета обивки: чёрный и бежевый. Упор в нём сделан не на дизайн, а на комфорт и удобство пассажиров. Для отделки используется в основном жёсткий пластик, лишь в подлокотнике и дверях присутствуют мягкие вставки. Руль трёхспицевый, регулируется только по высоте. Панель приборов состоит из трёх больших циферблатов (тахометр, спидометр и датчик уровня топлива с бортовым компьютером, который переключается кнопкой на руле). По центру торпедо располагается широкая центральная консоль с радиосистемой (или навигационной системой в топовых версиях) и климат-контролем, который был взят с моделей Note и Micra третьего поколения. Передние кресла достаточно широкие (примерно как в среднеразмерном кроссовере Murano первого поколения), это позволяет с комфортом сидеть в автомобиле людям с лишним весом. Увеличение ширины произошло за счёт переноса регулировок сидений со стороны дверей к центру. Задним пассажирам также предусмотрены некоторые удобные опции: центральный подлокотник с двумя подстаканниками и сдвигающийся на 240 мм задний диван (только у хетчбэка, у седана задний диван закреплён). При максимально отодвинутом положении дивана задним пассажирам доступно большое пространство для ног (при этом всё же не достающее до такого в модели Note). По длине салона (измеряется от педалей до спинки заднего дивана) Tiida на 55 мм превышает среднеразмерный седан Volkswagen Passat шестого поколения. Объём багажника у седана составляет 467 литров, у хетчбэка — 272 литра (для сравнения, багажник модели Note имеет объём 280 литров). Ещё одним преимуществом модели стала шумоизоляция: в европейской модели размещены дополнительные листы шумоизоляции под капотом, на днище кузова и на колёсных арках. Это делает запуск двигателя практически бесшумным.

### Комплектации
В России модель на старте продаж предлагалась в трёх комплектациях: Comfort, Elegance и Tekna. В базовое оснащение (Comfort) входили: подушки безопасности для водителя и переднего пассажира, передние боковые подушки безопасности, антиблокировочная тормозная система, электронная система распределения тормозных сил (EBD), усилитель экстренного торможения Nissan Brake Assist, центральный замок с дистанционным управлением, блокировка задних дверей от случайного открытия детьми, иммобилайзер, активные подголовники передних сидений, ремни безопасности водителя и переднего пассажира с двумя преднатяжителями и ограничителями нагрузки, задние трёхточечные ремни с аварийной блокировкой, подголовники задних сидений, крепления детских кресел Isofix, сигнал о непристёгнутых ремнях безопасности передних сидений, подогрев передних сидений, электроусилитель рулевого управления, регулируемое по высоте колесо, четыре электростеклоподъёмника, розетка с напряжением 12 вольт в центральной консоли, подстаканники, дверные карманы, складывающееся в отношении 60:40 заднее сиденье, управление аудиосистемой на руле, сдвигающееся на 240 мм и регулируемое по наклону (на 24°) заднее сиденье (для хетчбэка), регулируемое по высоте сиденье водителя, полноразмерное запасное колесо, выдвижные омыватели фар высокого давления, дверные ручки в цвет кузова, наружные зеркала с электроприводом и подогревом, окрашенные в цвет кузова, галогеновые регулируемые лампы фар и задний противотуманный фонарь. Комплектация Elegance добавляет шторки безопасности, систему Nissan Intelligent Key, климат-контроль, бортовой компьютер, два дополнительных динамика, цифровые часы, датчики наружной температуры, дождя, света, передний и задний подлокотники, 15-дюймовые легкосплавные диски, электропривод складывания зеркал и противотуманные фары. Наконец, Tekna включает в себя кожаную отделку салона, круиз-контроль и CD-чейнджер на 6 дисков.
Североамериканские комплектации включали в себя до 2009 года только базовую S и топовую SL. В версию S входили электроусилитель руля, передние дисковые тормоза с усилителем, регулировка рулевой колонки по высоте, складывающиеся задние сиденья в пропорции 60:40 с крышкой для багажного отделения, кондиционер с микрофильтром и стереосистема AM/FM/CD. Что касается безопасности, то автомобили оснащались фронтальными подушками безопасности, боковыми подушки безопасности, шторками безопасности, активными подголовниками передних сидений, системой контроля давления в шинах и иммобилайзером двигателя. Опции для модели S включают ABS с Nissan Brake Assist (250 долларов), задний спойлер (350 долларов), брызговики (110 долларов), коврики (150 долларов) и алюминиевую накладку (90 долларов). Пакет Power Package (700 долларов) включает в себя электрические стеклоподъёмники, электрические дверные замки, систему Nissan Intelligent Key, накладку на дверной подлокотник и подсветку бардачка. Модели в комплектации SL оснащены стереосистемой с встроенным CD-чейнджером на шесть дисков, круиз-контролем, легкосплавными дисками, тканевой обивкой сидений, центральным подлокотником заднего сиденья, карманами в задних дверях, Nissan Intelligent Key и электрическими стеклоподъёмниками, дверными замками и зеркалами. Спутниковое радио «XM» или «Sirius» (300 долларов) доступно для SL в качестве опции, наряду с пятью пакетами опций. Пакет Convenience Package (700 долларов) включает систему Intelligent Key, систему громкой связи Bluetooth, переключатели аудиосистемы на рулевом колесе и обтяжку руля кожей. Audio Package (300 долларов) добавляет стереосистему «Rockford-Fosgate» с динамиками премиум-класса и сабвуфером. Sunroof Package (600 долларов) включает в себя люк с электроприводом и зеркала заднего вида с подсветкой. Sport Package (700 долларов) включает противотуманные фары, заднюю крышу, боковые пороги и накладки на бамперы. Выпущенная в ноябре 2008 года комплектация «Base» имеет пластиковые ручки дверей и боковые зеркала, не имеет центрального замка, электростеклоподъёмников и электрической регулировки зеркал, подсветки перчаточного ящика, радио, кондиционера (опция за 1000 долларов), имеет уменьшенный по мощности до 107 л. с. 1,6-литровый двигатель и 14-дюймовые колёсные диски.
В Японии Tiida предлагался в трёх комплектациях: 15S, 15M и 15G (а также полноприводные версии для первых двух). Стандартным оборудованием (15S) были: задний стеклоочиститель, подогрев заднего стекла с таймером, антибликовые зеркала заднего вида, бесступенчатые блокируемые стеклоочистители с регулировкой скорости, электроусилитель рулевого управления, чувствительный к скорости, центральный замок, регулировка рулевого колеса по высоте, розетка с напряжением 12 вольт постоянного тока, дверные карманы, четыре подстаканника, антенна складного типа, складывающийся в пропорциях 60:40 задний диван, регулируемые по высоте подголовники передних сидений, задние подголовники, крючки для багажа, лампы освещения багажного отделения, двухсторонние коврики, окрашенные в цвет кузова наружные ручки дверей, трёхточечные ремни безопасности с преднатяжителями и ограничителями нагрузки, ABS, EBD, Nissan Break Assist, напоминание о непристёгнутом ремне безопасности водителя и передние дисковые вентилируемые тормоза. В максимальной комплектации (15G) добавляется регулировка сиденья водителя по высоте, центральный подлокотник спереди и сзади, регулировка заднего сиденья, карман в спинке сиденья пассажира, тонировка стёкол, 15-дюймовые легкосплавные колёсные диски, Nissan Intelligent Key, иммобилайзер и кожаная отделка руля. Существовали и опции, предлагаемые исключительно дилерами. Среди таких: галогенные фары в бампере, лобовое стекло зеленоватого оттенка с ультрафиолетовой насечкой, отделка передней панели, рычага КПП и дверей под дерево, пепельница для передних сидений, кондиционер с ионизатором Plasmacluster Ion® Puretron, различные аудио- и навигационные системы, коврики с защитой от запаха и пакет Nismo S-Tune.
Австралийская модель на старте продаж предлагалась в трёх комплектациях: первые две носили названия ST и ST-L, а топовая именовалась Q для хетчбэка и Ti для седана. В комплектацию ST входят подушки безопасности для водителя и пассажира, преднатяжители передних ремней безопасности, кондиционер, Nissan Intelligent Key, аудиосистема с CD-плеером и четырьмя динамиками, зеркала заднего вида с электроприводом, передние стеклоочистители с регулируемым прерывистым режимом работы и 15-дюймовые стальные диски с литыми колпаками. У хетчбэка присутствует складываемое в пропорции 60:40 заднее сиденье. Пакет дополнительных опций Style Pack для Tiida ST включает в себя 15-дюймовые легкосплавные диски, электрические стеклоподъёмники и отделку сидений «Tricot». Комплектация ST-L добавляет, помимо вышеупомянутого оборудования, шторки безопасности и ABS и EBD. Наконец, комплектация Ti/Q включает в себя кожаную отделку салона и руля, передний и задний подлокотники, шесть динамиков и зеркало пассажира. Хетчбэк в этой версии также получает передние противотуманные фары, задний спойлер и сдвижной диван. Седан Ti получает складываемое в пропорции 60:40 заднее сиденье.

### Технические характеристики
Как уже сказано выше, в основе Nissan Tiida лежит платформа Nissan B, разработанная совместно с компанией Renault (с которой Nissan состоит в альянсе). Эту платформу Tiida разделяет в том числе с моделями Micra и Note (с последним он унифицирован в плане 25 %). Привод модели — передний (исключение составляют полноприводные японские версии). Передняя подвеска — независимая, типа McPherson, а задняя — полузависимая, пружинная. Все тормоза дисковые, передние являются вентилируемыми. Устанавливаемые колёса — 195/65 R15. В европейской версии были проведены некоторые изменения в подвеске для соответствия условиям дорог на рынке: были подобраны новые параметры пружин, амортизаторов и стабилизаторов. Работа над этим заняла два с половиной года, а выполняло её три организации: технический центр Nissan в городе Крэнфилд, Великобритания, немецкое отделение компании (занималось оптимизацией поведения автомобиля на ходу) и ещё одно отделение в Барселоне, которому выпала задача модернизировать завод в Мексике для выпуска европейских автомобилей.
В плане двигателей и КПП автомобиль также частично унифицирован с Note. Двигателей было доступно три: два бензиновых и один турбодизельный, который в Россию не поставлялся. Самым малопроизводительным является 1,6-литровый HR16DE мощностью 110 л. с. (81 кВт) при 6000 об/мин и крутящим моментом 153 Н·м при 4400 об/мин. Ещё один бензиновый двигатель — это 1,8-литровый MR18DE мощностью 126 л. с. (93 кВт) при 5200 об/мин и крутящим моментом 173 Н·м при 4800 об/мин. 1,5-литровый турбодизельный двигатель K9K был разработан Renault. Он обладает мощностью 105 л. с. (78 кВт) и крутящим моментом 240 Н·м при 2000 об/мин. Выбор КПП состоял из трёх вариантов — пятиступенчатая механика и четырёхступенчатый автомат, доступные только в комплектации с двигателем HR16DE, а также 6-ступенчатая механика, доступная с двумя остальными двигателями. В Японии Tiida выпускался с четвёртым двигателем — 1,5-литровым HR15DE, для которого эта модель стала дебютной.
| Технические характеристики двигателей | Технические характеристики двигателей | Технические характеристики двигателей | Технические характеристики двигателей | Технические характеристики двигателей |
|                                       | 1.6 HR16DE                            | 1.8 MR18DE                            | 1.5 K9K dCi                           | 1.5 K9K dCi                           |
| ------------------------------------- | ------------------------------------- | ------------------------------------- | ------------------------------------- | ------------------------------------- |
| Тип двигателя                         | бензиновый                            | бензиновый                            | турбодизельный                        |                                       |
| Конфигурация цилиндров                | I4                                    | I4                                    | I4                                    |                                       |
| Рабочий объём                         | 1598 см³                              | 1797 см³                              | 1461 см³                              |                                       |
| Степень сжатия                        | 10,7                                  | 9,9                                   | 18,8                                  |                                       |
| Число клапанов                        | 16                                    | 16                                    | 16                                    |                                       |
| Диаметр цилиндра/ход поршня           | 78,0/83,6 мм                          | 84,0/81,1 мм                          | 76,0/80,5 мм                          |                                       |
| Мощность                              | 81 кВт (110 л. с.) при 6000 мин−1     | 93 кВт (126 л. с.) при 5200 мин−1     | 78 кВт (105 л. с.) при 4000 мин−1     |                                       |
| макс. Крутящий момент                 | 153 Н·м при 4400 мин−1                | 173 Н·м при 4800 мин−1                | 240 Н·м при 2000 мин−1                |                                       |
| КПП                                   | 5-ступ. МКПП 4-ступ. АКПП             | 6-ступ. МКПП                          | 6-ступ. МКПП                          |                                       |
| Максимальная скорость                 | 186 км/ч 170 км/ч (АКПП)              | 195 км/ч                              | 186 км/ч                              |                                       |
| Расход топлива (смешанный)            | 6,9 л 7,4 л (АКПП)                    | 7,8 л                                 | 5,2 л                                 |                                       |

## Безопасность

### Тесты IIHS
Страховой институт дорожной безопасности (IIHS) провёл краш-тест американской Versa в 2007 году. По итогам тест был пройден почти на отлично: лобовой (перекрытие 40 %) и боковой удар, а также подголовники и сиденья, получили рейтинг «хорошо», а прочность крыши — «удовлетворительно». Во время лобового удара с перекрытием в 40 % передка «пространство для выживания» (то есть салон) почти не сократилось. Голова водителя получила резкое ускорение при столкновении с подушкой безопасности, за что получила рейтинг «удовлетворительно». Ноги водителя не получили никаких травм. В боковом ударе кузов автомобиля сильно вмяло внутрь в зоне ног пассажиров. Шторки безопасности сработали на отлично, защитив головы пассажиров. Было отмечено, что водитель рискует травмировать своё туловище и ноги, за что им был поставлен рейтинг «удовлетворительно». В сентябре 2009 года автомобиль получил от Института награду «Top Safety Pick», которой награждаются самые безопасные автомобили своего класса. Однако, уже в июне 2011 года Versa попала в список самых небезопасных автомобилей, поскольку с ней случалось, по данным IIHS, множество ДТП со смертельным исходом.

### Тесты ANCAP
В 2006 году автомобиль был протестирован австралийской организацией ANCAP. Во фронтальном ударе Tiida набрал 12,22 очка из 16. Основные претензии были к маргинальной защите от травм грудной клетки и ног водителя (представляла опасность рулевая колонка). Салон при ударе практически не деформировался. После удара для вскрытия дверей потребовались инструменты. В боковом ударе автомобиль получил 13,28 из 16 очков. Вновь появился риск травмы груди водителя. Tiida не был допущен к удару об столб, поскольку в австралийской базовой модели отсутствовали подушки безопасности. За защиту пешеходов автомобиль получил две звезды.

### Тесты Latin NCAP
Организация тестов латиноамериканских автомобилей Latin NCAP провела два теста в 2015 году: один — для автомобиля без подушек безопасности и второй — для автомобиля с двумя подушками. Что касается первого теста, то в защите пассажиров единственным плюсом стало то, что салон не деформировался. Защита водителя и переднего пассажира была крайне плохой, за неё автомобиль не получил ни одного балла. С защитой детей тоже не всё гладко: детское кресло с трёхлетним ребёнком не смогло предотвратить чрезмерного движения манекена вперёд во время удара и обеспечило слабую защиту шеи и груди. Защита 18-месячного ребёнка была удовлетворительной. При наличии двух подушек безопасности результат оказался куда лучше: защита голов и шей переднего пассажира и водителя была хорошей, защита груди — удовлетворительной. Колени водителя и пассажира всё ещё подвергались опасности из-за передней панели. Защита детей серьёзно не поменялась.

## Обзоры и оценки
Российское издание «Авторевю» в 2007 году сравнивало три седана C-сегмента: Toyota Corolla десятого поколения, Nissan Tiida и Renault Mégane второго поколения. Сравнение началось с очевидного минуса Tiida — его дизайна, из-за которого автомобиль может быть принят за модель китайского производителя. Внутри автомобиль также не блещет красотой: обычный пластиковый интерьер. Посадка водителя была сравнена с минивэном: высоко и не очень удобно. Перчаточный ящик также оставил желать лучшего, поскольку был слишком узким. Неудобными оказались и кнопки управления на руле, так как, например, для изменения громкости приходится сильно выгибать палец. Сильной стороной оказалось качество сборки интерьера. Плавно стартовать в Tiida не получается из-за «хлипкой» педали газа и «не особо информативного» привода сцепления. Однако, в разгоне модель от Nissan оказалась самой лучшей в плане разгонной динамики (тестировалась модель с 1,6-литровым двигателем). При торможении же Tiida оказалась на втором месте из-за «не столь внятной» педали тормоза, проиграв Toyota Corolla. Такая же ситуация сложилась и с управлением. Tiida при перестроениях имеет «раздвоенную реакцию»: сначала резко уходит в соседний ряд, а затем «зависает» (руль уже в прямом положении, а автомобиль будто продолжает «наваливаться» на внешние колёса). При поворотах автомобиль сначала проявляет недостаточную поворачиваемость, но затем без проблем входит в дугу. По итогам теста Tiida занял последнее место, набрав 780 баллов из 1000.
Ещё одно российское издание, «За рулём», в 2008 году сравнило седан Tiida с вышеупомянутой Toyota Corolla и Mitsubishi Lancer. Интерьер также был назван «скучным»: широкая и плоская центральная консоль, обычная комбинация приборов, непримечательные руль и рычаг КПП — лишь только климат-контроль хоть как-то выделяется среди всех элементов управления. Сиденье водителя было названо неудобным, а задний диван, наоборот, — удобным, в особенности для путешествий вдвоём. Ещё один положительный момент — качество сборки салона. Двигатель также оставил положительные впечатления — не самый шумный и очень динамичный. Работа КПП также претензий не вызвала. Проблемы возникли с управляемостью: реакции на поворот руля «вялые и задумчивые». Общая оценка — 7,8 из 10, итоговый вердикт — «за спорностью некоторых решений скрывается вполне продуманное, хорошо оснащённое и достаточно практичное транспортное средство, с расчётом на рациональных людей». Интернет-издание «Колёса.ру» отметило достаточно богатую базовую комплектацию по сравнению с конкурентами (тестировался хетчбэк). Были положительно оценены разгон и торможение, а вот управляемость снова оказалась не лучшей: крены при резких перестроениях и скольжение задней оси. В салоне были отмечены хорошая обзорность и мягкие материалы отделки в зоне расположения подушек безопасности, а также сдвижной задний диван.
Польское издание «Auto Swiat» сравнило Tiida с Mazda 3. Дизайн модели от Nissan порадовал редакцию больше, нежели таковой у автомобиля от Mazda (при этом, спрашивая случайных людей про дизайн Tiida, издание получало в ответ: «Nissan удалось создать одну из самых уродливых машин в мире»). В плане работы двигателя модели оказались приблизительно одинаковыми. Что касается комфорта водителя, то в Mazda3 сиденье низкое, но имеет широкий диапазон регулировок, а в Tiida всё с точностью до наоборот, плюс отсутствие регулировки руля по вылету. Итоговый комментарий был таков: «На Tiida следует отправляться в поездку ночью, чтобы вас не увидели за рулём автомобиля спорного дизайна и не стали к вам придираться». Редакторы чешского интернет-сайта «Auto.cz» проездили 200 километров на Tiida по чешским дорогам, из них 100 — на хетчбэке и 100 — на седане. Была отмечена хорошая динамика, плавный ход и шумоизоляция автомобиля в кузове седан. Единственная претензия касательно салона — не очень приятная на ощупь обивка. В хетчбэке редакцию порадовал регулируемый задний диван и мягкие подлокотники, а вот отсутствие регулировки по высоте подголовников вызвало нарекания в плане безопасности.
Американское издание «CNET» провело тест-драйв седана Versa. Североамериканская модель в базовой комплектации имела крайне мало опций, что было раскритиковано изданием. Была похвалена шестиступенчатая коробка передач, у которой, по мнению редакции, грамотно распределены передаточные числа. Как и все остальные, издание отметило высокий и просторный салон, что является редкостью для субкомпактных автомобилей (в Северной Америке Versa представляла Nissan именно в этом классе). Порадовала и производительность двигателя. Однако, на высоких скоростях автомобиль теряет хорошую управляемость и перестраиваться на нём становится несколько тяжелее. Итоговые оценки: салон — 7 из 10, производительность — 6 из 10, а дизайн — 8 из 10. Журнал «Car and Driver» выделил не подходящий под американский рынок дизайн кузова: «В других странах мира, где дороги узкие, Versa является относительно просторным автомобилем, но здесь, где автомобили длиннее, ниже и шире, Versa выглядит немного неуклюже». Тем не менее вся «неуклюжесть» компенсируется большим пространством внутри и просторным багажником. Однако, редакции не понравилась явная дешевизна интерьера и нерегулируемое рулевое колесо. Двигатель и КПП нареканий не вызвали.
Куда более тепло оценило автомобиль японское интернет-издание «Motor Days». Тестируемым автомобилем стала пятидверная модель в комплектации 15M цвета «Harvest Yellow Metallic» с бежевой отделкой салона. Всё время автомобиль сравнивали с его французским конкурентом — Renault Mégane второго поколения. Дизайн экстерьера был охарактеризован как «эффектный». Редакцию порадовала и обивка интерьера, которая по качеству может сравниться с автомобилями более высокого класса, а версия с обивкой из алькантары перекликается с интерьером модели Teana первого поколения. Были отмечены и широкие передние кресла, сравнимые как с Teana, так и с Mégane. Редакторы оценили и просторный задний ряд, в этот раз приведя в пример для ещё один большой седан — Nissan Cima (известен как Infiniti Q45 за пределами Японии). Единственным минусом, пусть и незначительным, была названа алюминиевая отделка центральной консоли, которая «придётся по вкусу не всем». Больше минусов было найдено при ездовом тесте: «немного неудобное» рулевое управление, особенно на высоких скоростях, и шум вариатора при резком разгоне. По итогам теста редакция заявила, что «Tiida действительно похожа на французский автомобиль» и что она будет пользоваться популярностью в Японии. Издание «WebCG» протестировало модель Tiida Axis (а вместе с ней и Autech Note Rider). Маневренность модели заметно улучшилась, однако на низких скоростях присутствуют небольшие крены при перестроении, а рулевое управление всё ещё оставляет желать лучшего. Изменения в интерьере были оценены положительно, однако редакцию смутило сочетание белого цвета кузова с тёмной тканью сидений, кажущееся не очень подходящим. В целом вердикт был оставлен положительный: «разница в чуть более 80 000 иен между этой и стандартной моделями в целом разумна».

## Отзывные кампании
В Европе Tiida был отозван лишь однажды — в ноябре 2017 года. Причина отзыва — подушки безопасности фирмы Takata. Находящийся в пиропатронах нитрат аммония под воздействием высоких температур и влажности воздуха может приводить к тому, что при срабатывании подушки осколки пиропатрона могут ранить водителя или пассажира. Отзыв затронул все Tiida, выпущенные с 23 января 2007 года по 21 августа 2014 года. Помимо Tiida, отзыв коснулся и автомобилей Note 2005—2013 годов выпуска. В России в конце этого же года были отозваны модели, проданные с августа 2008 года по август 2014 года, всего 127 738 автомобилей. Вновь проблемным стал пиропатрон в подушке водителя. В 2019 году было отозвано ещё 161 957 автомобилей (Note и Tiida), произведённых c января 2007 по август 2014 года. Отзывы в связи с дефектными подушками безопасности происходили и в Южной Америке: 19 декабря 2016 года в Бразилии были отозваны 69 318 автомобилей (помимо Tiida, были затронуты модели Livina и Grand Livina), выпущенных с мая 2007 года по декабрь 2011 года. С 1 октября 2017 года в Бразилии началась ещё одна кампания по замене подушек безопасности водителя для седанов и хетчбэков Tiida, выпущенных с июля 2005 по октябрь 2012 года, а с 23 октября стало возможно заменить и подушку безопасности пассажира. Отзыв также затронул модели Livina и Frontier (так в Америке называется Nissan Navara). Подобные отзывы впоследствии произошли в марте и в мае 2018 года, затронув около 30 тысяч автомобилей каждый.

## Продажи
| Страна | Страна | Календарный год (продажи указаны в тысячах автомобилей) | Календарный год (продажи указаны в тысячах автомобилей) | Календарный год (продажи указаны в тысячах автомобилей) | Календарный год (продажи указаны в тысячах автомобилей) | Календарный год (продажи указаны в тысячах автомобилей) | Календарный год (продажи указаны в тысячах автомобилей) | Календарный год (продажи указаны в тысячах автомобилей) | Календарный год (продажи указаны в тысячах автомобилей) | Календарный год (продажи указаны в тысячах автомобилей) | Календарный год (продажи указаны в тысячах автомобилей) | Всего |
| Страна | Страна | 2005                                                    | 2006                                                    | 2007                                                    | 2008                                                    | 2009                                                    | 2010                                                    | 2011                                                    | 2012                                                    | 2013                                                    | 2014                                                    | Всего |
| ------ | ------ | ------------------------------------------------------- | ------------------------------------------------------- | ------------------------------------------------------- | ------------------------------------------------------- | ------------------------------------------------------- | ------------------------------------------------------- | ------------------------------------------------------- | ------------------------------------------------------- | ------------------------------------------------------- | ------------------------------------------------------- | ----- |
| Европа | Европа | -                                                       | -                                                       | 4                                                       | 15                                                      | 6                                                       | 3                                                       | 1                                                       | Продажи прекращены                                      | Продажи прекращены                                      | Продажи прекращены                                      | 29    |
| Китай  | 5      | 19                                                      | 57                                                      | 65                                                      | 68                                                      | 80                                                      | 85                                                      | Следующее поколение                                     | Следующее поколение                                     | Следующее поколение                                     | Следующее поколение                                     | 374   |
| Китай  | 4      | 36                                                      | 49                                                      | 58                                                      | 69                                                      | 76                                                      | 69                                                      | 2                                                       | 0,001                                                   | -                                                       | -                                                       | 359   |
| США    | США    | -                                                       | 22                                                      | 79                                                      | 85                                                      | 83                                                      | 100                                                     | 100                                                     | Следующее поколение                                     | Следующее поколение                                     | Следующее поколение                                     | 469   |
| Россия | Россия | -                                                       | -                                                       | 5                                                       | 20                                                      | 7                                                       | 12                                                      | 19                                                      | 14                                                      | 11                                                      | 4                                                       | 92    |

Будучи самой продаваемой моделью из всего модельного ряда Nissan и наиболее распространённой (165 стран в апреле 2011 года), Tiida стала глобальным успехом для компании. Согласно официальному пресс-релизу бразильского подразделения компании, в июне 2010 года число стран, где доступна модель, составило 190. Самым большим экспортёром оказался завод в Мексике, откуда модель экспортировалась в 75 стран (включая США, Канаду, Бразилию, Аргентину, Колумбию, Эквадор, Чили и страны Ближнего Востока). Общее число продаж к моменту написания пресс-релиза составило 1,7 миллиона автомобилей (отметка в 1 миллион была преодолена в марте 2008 года). Успех модели можно было проследить и в каждом регионе отдельно: в США, где было продано около 469 тысяч автомобилей, Versa в 2009 и 2010 годах был самым продаваемым автомобилем своего класса.
По состоянию на декабрь 2017 года завод Nissan в Мексике выпустил 1,2 миллиона автомобилей Tiida, из которых внутри страны было продано около 290 тысяч. Ещё одним важным рынком для модели стал Китай, где было продано 374 тысячи хетчбэков и 359 тысяч седанов первого поколения. Компания официально назвала Tiida первого поколения «пионером рынка компактных хетчбэков в Китае». Именно с Китая начался запуск модели следующего поколения, на три года раньше остальных рынков (число которых составило 160 стран). В Европе модель не оценили: с 2007 по 2011 год было продано лишь 29 тысяч автомобилей. Куда лучше оказался результат модели в России, где с 2007 по 2014 год удалось продать 92 тысячи автомобилей.

## Маркетинг
С автомобилем связан и небольшой рекламный скандал. Рекламное агентство «Whybin TBWA» с февраля 2006 года выпустило в Австралии и Новой Зеландии рекламный ролик с участием актрисы Ким Кэттролл, известной по роли Саманты Джонс в телесериале «Секс в большом городе». В трёх различных рекламных роликах Кэттролл испытывает удовольствие, будучи за рулём автомобиля. Слоган в рекламе звучит соответствующий: «новый Nissan Tiida заставляет вас чувствовать себя очень хорошо внутри». Реклама была снята в Сиднее для австралийского и новозеландского рынков. Она нацелена на женскую аудиторию в возрасте 30 лет, состоящую в отношениях, но не имеющую детей. В июле 2006 года показ рекламы в Новой Зеландии было решено прекратить из-за многочисленных жалоб телезрителей. В основном они касались фраз, которые звучали крайне двусмысленно: «Что же вы мне не сказали, что он такой большой?» (англ. Why didn't you tell me it was so big?) или «Ах! Это было превосходно! Просто фантастика! В особенности отличный кузов и то, как вы его двигали» (англ. Ah! That was amazing. Absolutely fabulous! I mean the great body and the way you moved it.).
В других странах реклама была не столь сомнительного содержания. Так, в Финляндии был снят рекламный ролик с велосипедной гонкой. В процессе этой гонки один из велосипедистов догоняет попутный хетчбэк Tiida и через окно задней двери залезает внутрь, продолжая своё участие на автомобиле. Слоган рекламы — «сделай, чтобы тебе было комфортно» (англ. Make yourself comfortable). В Бразилии рекламное агентство «TBWA» в августе 2008 года придумало общую рекламную кампанию для всего модельного ряда компании, получившую слоган «Уйдите от шаблона» (англ. Escape the pattern). Конкретно для Tiida слоган звучит как «У обычной улицы есть выход» (англ. Ordinary street has an exit).

## В автоспорте

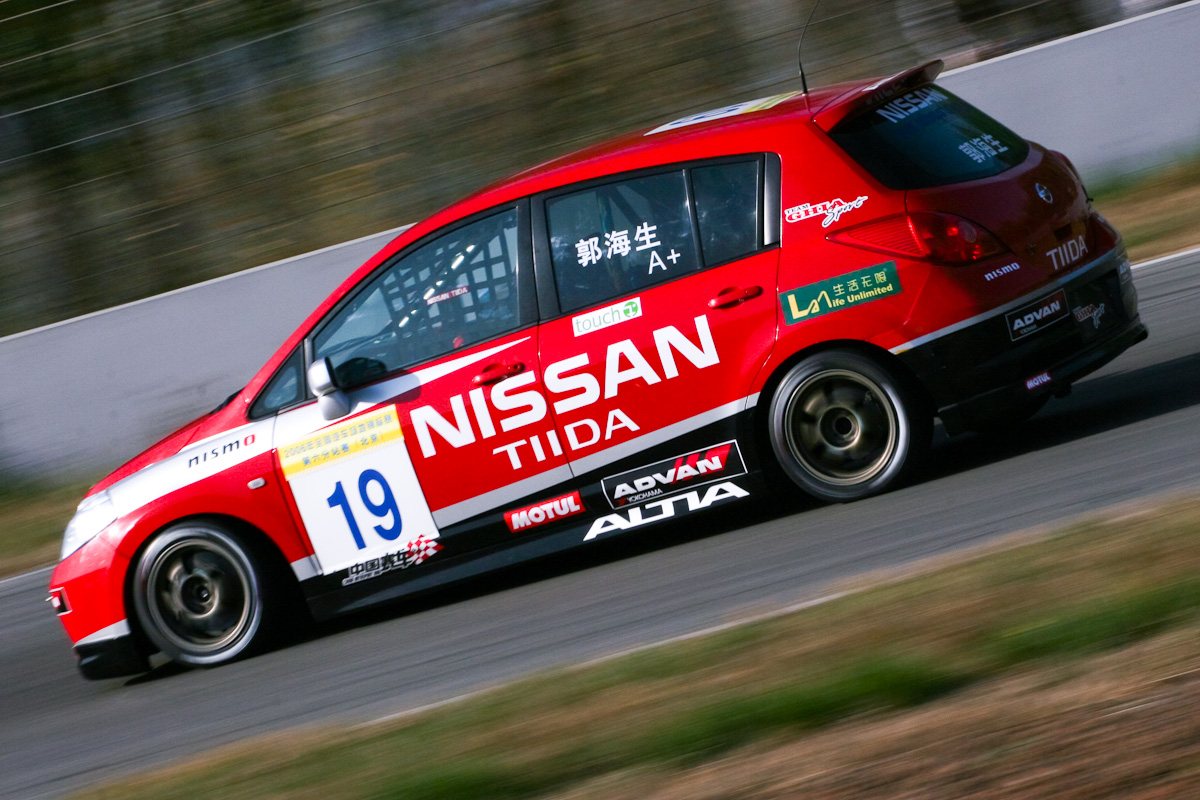
Гоночная модификация Tiida на чемпионате China Circuit Championship в 2006 году

Два гоночных хетчбэка Tiida принимали участие в китайском чемпионате China Circuit Championship (CCC) с 2006 года. Модифицированные для гонок автомобили весили по 1000 кг каждый и выступали за спортивную команду Dongfeng Nissan Ghia. В первом сезоне было запланировано шесть гонок на трёх трассах: Shanghai International Circuit (Шанхай), Goldenport Park Circuit (Пекин) и Zhuhai International Circuit (Чжухай). Соревнования проходили с 11 марта по 29 октября 2006 года. На каждой трассе было проведено по две гонки. В 2006 году Tiida, а как следствие — и Nissan, стал чемпионом соревнования. В 2007 году Nissan снова участвовал в этих соревнованиях, на этот раз с автомобилями с секвентальной 6-ступенчатой коробкой передач. Гонки и трассы были те же. В Чжухае состоялась только одна гонка, в то время как ещё три гонки состоялись в Пекине. В этот раз Tiida занял лишь третье место.
В 2008 году Nissan смог повторить успех сезона 2006 года. Чтобы сохранить конкурентоспособность Tiida, в автомобиль были внесены некоторые изменения в аэродинамике, а также понижен центр тяжести и установлены более крупные 17-дюймовые колёса, что улучшило управляемость. В календаре гонок к привычным этапам добавился этап на международной трассе Чэнду, открытой в 2007 году, и этап на трассе Шанхай Тяньма. После шести гонок, прошедших с апреля по декабрь 2008 года, Nissan стал победителем в чемпионатах пилотов и конструкторов по итогам сезона 2008 года. В сезоне 2009 года серия гонок была переименована в China Touring Car Championship (CTCC), было добавлено добавлено дополнительное соревнование на трассе Guangdong International Circuit, а соревнования в Чэнду и Чжухае были отменены. Количество гонок не поменялось — шесть. По итогам сезона лучшим результатом Nissan стало второе место в чемпионате пилотов, и такой же позиции они добились в командном чемпионате. Календарь гонок в сезоне 2010 года включал восемь этапов, проходивших с апреля по декабрь. Гонки проходили в Шанхае, Чжухае, Чэнду, Пекине, Гуандуне и на недавно открытой трассе Ordos International Circuit. Сначала в гонках участвовали три автомобиля Tiida, а в последних двух раундах добавился ещё один. Этот год закончился с худшим результатом для Tiida: автомобиль оказался в тройке лидеров только один раз за весь сезон.

### Комментарии
1. 1 2  Под «Европой» подразумеваются 25 стран-участниц Европейского союза (кроме Болгарии и Хорватии), а также Великобритания, Норвегия и Швейцария[165].
2. ↑  в английском языке слова «кузов» и «тело» являются омонимами (оба пишутся как «body»)